# Justin Bieber
Justin Drew Bieber (/biːbər/ BEE-bər; sinh ngày 1 tháng 3 năm 1994) là một nam ca sĩ kiêm sáng tác nhạc người Canada. Bieber nổi tiếng nhờ khả năng kết hợp đa dạng nhiều dòng nhạc và là nghệ sĩ đóng vai trò quan trọng trong nền âm nhạc đại chúng hiện nay. Anh được giám đốc điều hành thu âm người Mỹ Scooter Braun phát hiện và ký hợp đồng với RBMG Records vào năm 2008, sau đó gây chú ý với việc phát hành EP 7 ca khúc đầu tay My World (2009) và sớm trở thành một thần tượng tuổi teen.
Album phòng thu đầu tay mang hơi hướng teen pop, My World 2.0 (2010), đứng đầu bảng xếp hạng Billboard 200 của Mỹ, giúp anh trở thành nam nghệ sĩ solo trẻ tuổi nhất đứng đầu bảng xếp hạng này trong 47 năm. Đĩa đơn "Baby" trở thành một trong những đĩa đơn được chứng nhận cao nhất mọi thời đại ở Mỹ, đồng thời xây dựng nên fandom toàn cầu của riêng Bieber, được gọi là "Beliebers" — một từ ghép giữa Bieber và "believer" (người tin tưởng). Album phòng thu thứ hai của anh, Under the Mistletoe (2011), trở thành album Giáng sinh đầu tiên của một nam nghệ sĩ đạt vị trí quán quân tại Mỹ. Bieber đã thử nghiệm dòng nhạc dance-pop trong album phòng thu thứ ba, Believe (2012) và tiếp tục trở thành nghệ sĩ đầu tiên trong lịch sử có 5 album quán quân tại Mỹ khi mới 18 tuổi. Giữa năm 2013 và 2014, Bieber vướng vào nhiều cuộc tranh cãi và các vấn đề pháp lý, gây ảnh hưởng nghiêm trọng đến hình ảnh trước công chúng của anh.
Năm 2015, Bieber đã khám phá EDM với việc phát hành "Where Are Ü Now", tác phẩm giành được giải Grammy cho Thu âm nhạc dance xuất sắc nhất. Anh giữ vai trò chỉ đạo sản xuất trong album phòng thu thứ tư, Purpose, với ba đĩa đơn quán quân tại Mỹ: "Love Yourself", "Sorry" và "What Do You Mean?". Bieber trở thành nghệ sĩ đầu tiên trong lịch sử chiếm giữ toàn bộ ba vị trí hàng đầu của UK Singles Chart. Từ năm 2016 đến năm 2017, Bieber thử sức hợp tác với nhiều phong cách hơn, bao gồm "I'm the One" và bản phối lại "Despacito" — cả hai đều có được vị trí quán quân trên Billboard Hot 100 trong 2 tuần liên tiếp, khiến anh trở thành nghệ sĩ đầu tiên trong lịch sử đạt thành tích này. "Despacito" được Billboard vinh danh là ca khúc Latin hay nhất mọi thời đại và mang về cho cá nhân Bieber giải Grammy Latin đầu tiên trong sự nghiệp. Năm 2019, anh phát hành ca khúc đồng quê hợp tác với Dan + Shay, "10,000 Hours", giành được giải Grammy cho Trình diễn Đồng quê xuất sắc nhất của Bộ đôi hoặc Nhóm nhạc.
Vào năm 2020, Bieber phát hành album phòng thu thứ năm mang màu sắc R&B, Changes, đạt vị trí số một ở cả Anh và Mỹ, và một bản song ca độc lập với Ariana Grande, "Stuck with U", đứng đầu Billboard Hot 100 của Mỹ. Bieber trở lại với nhạc pop sở trường với album phòng thu thứ sáu, Justice (2021), với hit toàn cầu "Peaches" và đứng đầu bảng xếp hạng Billboard 200 của Mỹ, khiến anh trở thành nghệ sĩ solo trẻ nhất có tám album quán quân tại Mỹ, kỷ lục trước đó được nắm giữ bởi Elvis Presley kể từ năm 1965. Cùng năm, Bieber phát hành ca khúc "Stay" hợp tác với The Kid Laroi, nó trở thành đĩa đơn quán quân thứ tám tại Mỹ của anh.
Bieber là một trong những nghệ sĩ âm nhạc bán đĩa nhạc chạy nhất mọi thời đại, với doanh số ước tính hơn 150 triệu đĩa trên toàn thế giới. Anh nhận được ba chứng nhận Kim cương từ RIAA cho "Baby", "Sorry" và "Despacito". Anh đã nhận được rất nhiều giải thưởng, bao gồm hai giải Grammy, một giải Grammy Latin, tám giải Juno, hai giải Brit, một giải Bambi, 26 giải thưởng Âm nhạc Billboard, 18 giải thưởng Âm nhạc Mỹ, 21 giải thưởng Âm nhạc MTV Châu Âu (nghệ sĩ giành nhiều giải nhất), 23 giải Teen Choice Awards (nam nghệ sĩ giành nhiều giải nhất) và 33 kỷ lục Guinness thế giới. Time vinh danh Bieber là một trong 100 người có ảnh hưởng nhất trên thế giới năm 2011, và anh được Forbes xếp vào danh sách 10 người nổi tiếng quyền lực nhất năm 2011, 2012 và 2013.

## Thời niên thiếu
Bieber sinh ngày 1 tháng 3 năm 1994 tại Bệnh viện St Joseph ở London, Ontario, và lớn lên ở Stratford, Ontario. Anh là con trai của Jeremy Jack Bieber và Pattie Mallette, dù hai người chưa từng kết hôn với nhau. Mẹ của Mallette là Diane và cha dượng Bruce đã giúp bà nuôi dạy cậu con trai. Tổ tiên của Bieber bao gồm người Canada gốc Pháp, Ireland, Anh, Scotland và Đức.
Bieber có ba người em cùng cha khác mẹ. Jeremy và vợ cũ Erin Wagner chia tay năm 2014 sau bảy năm bên nhau, có hai con, con gái Jazmyn và con trai Jaxon. Jeremy tiếp tục kết hôn với Chelsey vào tháng 2 năm 2018 và họ có một cô con gái tên là Bay. Anh còn có một người em gái kế tên là Allie, con gái của mẹ kế Bieber. Pattie làm nhân viên văn phòng với mức lương thấp, nuôi nấng Bieber như một bà mẹ đơn thân sinh sống trong một ngôi nhà thuê giá rẻ. Bieber vẫn duy trì liên lạc với cha của mình.
Bieber theo học tại một trường tiểu học chuyên dạy tiếng Pháp ở Stratford, Trường Công giáo Jeanne Sauvé. Anh tốt nghiệp trung học ở Trường Trung học Công giáo St. Michael, Stratford, Ontario, vào năm 2012 với điểm trung bình GPA 4.0. Khi lớn lên, anh học chơi piano, trống, guitar và kèn trumpet. Đầu năm 2007, ở tuổi 12, Bieber thể hiện ca khúc "So Sick" của Ne-Yo trong một cuộc thi hát địa phương ở Stratford và đứng vị trí thứ hai. Mallette sau đó đã đăng tải một đoạn video về màn trình diễn này trên YouTube để gia đình và bạn bè của họ xem. Bà tiếp tục đăng tải lên các video Bieber cover nhiều bài hát R&B khác nhau, và Bieber ngày càng trở nên nổi tiếng trên mạng. Cùng năm, vào mùa cao điểm du lịch, Bieber đã thuê một cây đàn guitar và hát rong trước thềm Nhà hát Avon.

## Sự nghiệp

### 2008–2009: Khởi đầu sự nghiệp vàMy World

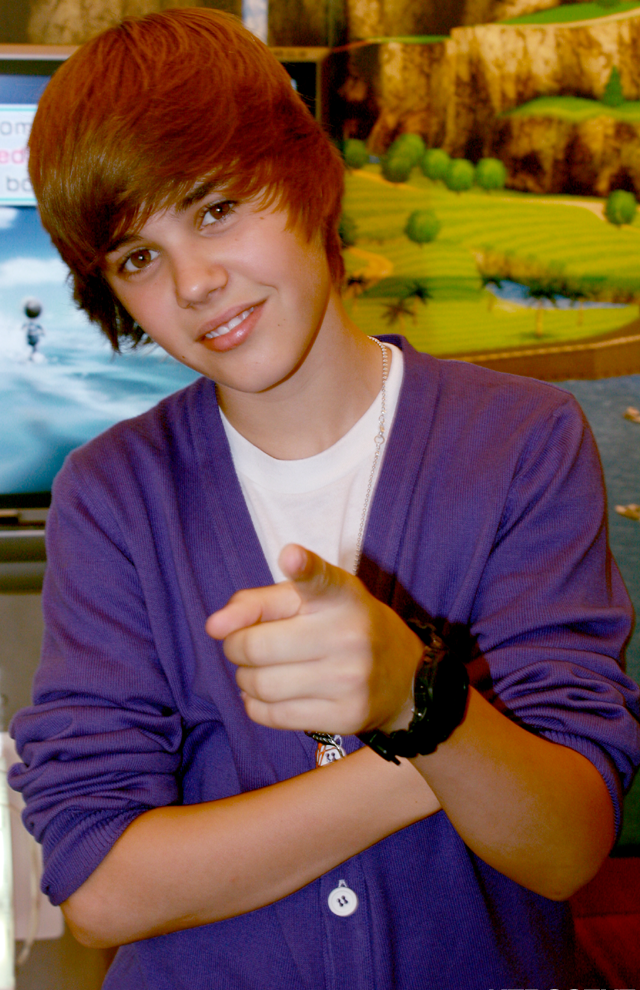
Bieber tại một sự kiện ký tặng người hâm mộ vào năm 2009

Trong khi đang tìm kiếm video của một ca sĩ khác, Scooter Braun, cựu giám đốc tiếp thị của So So Def Recordings, đã vô tình nhấp vào một trong những video của Bieber trên YouTube vào năm 2007. Bị ấn tượng, Braun liền tìm tới nhà hát mà Bieber đang biểu diễn, trường học của Bieber, và cuối cùng đã liên lạc được với mẹ của anh Mallette dù có chút khó khăn do Braun theo đạo Do Thái. Bà nhớ mình đã từng cầu nguyện rằng, "Chúa ơi, con đã dâng nó cho ngài. Ngài có thể gửi tới đây một người đàn ông Ki-tô giáo, một hãng thu âm Ki-tô giáo!", và, "Chúa ơi, ngài không muốn thằng nhóc Do Thái này trở thành quản lý của Justin, đúng không ngài?" Tuy nhiên, các trưởng lão trong nhà thờ đã thuyết phục bà để Bieber đi với Braun. Năm 13 tuổi, Bieber đến Atlanta, Georgia, cùng Braun thu băng demo. Bieber bắt đầu hát cùng với Usher một tuần sau đó.
Bieber nhanh chóng ký hợp đồng với Raymond Braun Media Group (RBMG), một liên doanh giữa Braun và Usher. Justin Timberlake cũng được cho là đang chạy đua để ký hợp đồng với Bieber nhưng đã để thua trước Usher, một phần do ý tưởng liên danh hai Justin sẽ mang lại nhiều sự nhầm lẫn.
Usher đã nhờ quản lý lúc đó của mình là Chris Hicks hỗ trợ trong việc tìm kiếm cho nam ca sĩ một hãng thu âm, Hicks đã sắp xếp cho Bieber một buổi thử giọng với người liên hệ L.A. Reid của The Island Def Jam Music Group. Reid đại diện cho Island Records ký hợp đồng với Bieber vào tháng 10 năm 2008 (dẫn đến hình thành liên doanh giữa RBMG và Island Records) và bổ nhiệm Hicks làm Phó chủ tịch điều hành của Def Jam, nơi anh có thể trở thành quản lý sự nghiệp của Bieber tại hãng đĩa. Bieber sau đó chuyển đến Atlanta cùng mẹ nhằm theo đuổi sự nghiệp âm nhạc lâu dài với Braun và Usher. Braun chính thức trở thành người quản lý của Bieber vào năm 2008.
Đĩa đơn đầu tiên của Bieber, "One Time", được phát hành trên đài phát thanh trong khi Bieber vẫn đang thu âm album đầu tay của mình. Bài hát đạt vị trí thứ 12 trên Canadian Hot 100 trong tuần đầu tiên phát hành vào tháng 7 năm 2009, và đạt vị trí thứ 17 trên bảng xếp hạng Billboard Hot 100 tại Hoa Kỳ. Trong mùa thu năm 2009, nó đạt được thành công trên thị trường quốc tế. Bài hát đã được chứng nhận Bạch kim ở Canada và Mỹ, Vàng ở Úc và New Zealand. Bản phát hành đầu tiên của anh — EP có tựa đề My World — được phát hành vào ngày 17 tháng 11 năm 2009. Đĩa đơn thứ hai của album, "One Less Lonely Girl", và hai đĩa đơn quảng bá, "Love Me" và "Favourite Girl", được phát hành độc quyền trên iTunes Store và lọt vào top 40 Billboard Hot 100 của Mỹ. Kết quả là anh trở thành nghệ sĩ solo đầu tiên có 4 đĩa đơn nằm trong top 40 của Hot 100 trước khi phát hành album đầu tay.
"One Less Lonely Girl" sau đó cũng được phát hành trên đài phát thanh và lọt vào top 20 ở Canada và Mỹ, đồng thời được chứng nhận Vàng. Sau khi phát hành My World, Bieber trở thành nghệ sĩ đầu tiên có bảy bài hát từ album đầu tay góp mặt trong bảng xếp hạng Billboard Hot 100. My World cuối cùng đã được chứng nhận Bạch kim ở Mỹ và Bạch kim kép ở cả Canada và Vương quốc Anh. Để quảng bá cho album, Bieber đã biểu diễn tại một số chương trình trực tiếp như VMA 09 Tour của MTVU, The Dome, The Next Star của YTV, The Today Show, The Wendy Williams Show, Lopez Tonight, The Ellen DeGeneres Show, It's On with Alexa Chung, Good Morning America, Chelsea Lately và 106 & Park của BET. Bieber cũng là khách mời đóng vai chính trong một tập phim của True Jackson, VP vào cuối năm 2009.
Bieber đã biểu diễn "Someday at Christmas" của Ron Miller và Bryan Wells cho Tổng thống Mỹ Barack Obama và Đệ nhất phu nhân Michelle Obama tại Nhà Trắng trong chương trình đặc biệt Christmas in Washington, được phát sóng vào ngày 20 tháng 12 năm 2009, trên đài truyền hình TNT của Mỹ. Bieber cũng là một trong những nghệ sĩ biểu diễn cho chương trình đón giao thừa Dick Clark's New Year's Rockin' Eve với Ryan Seacrest, vào ngày 31 tháng 12 năm 2009.

### 2010–2011:My World 2.0,Never Say NevervàUnder the Mistletoe

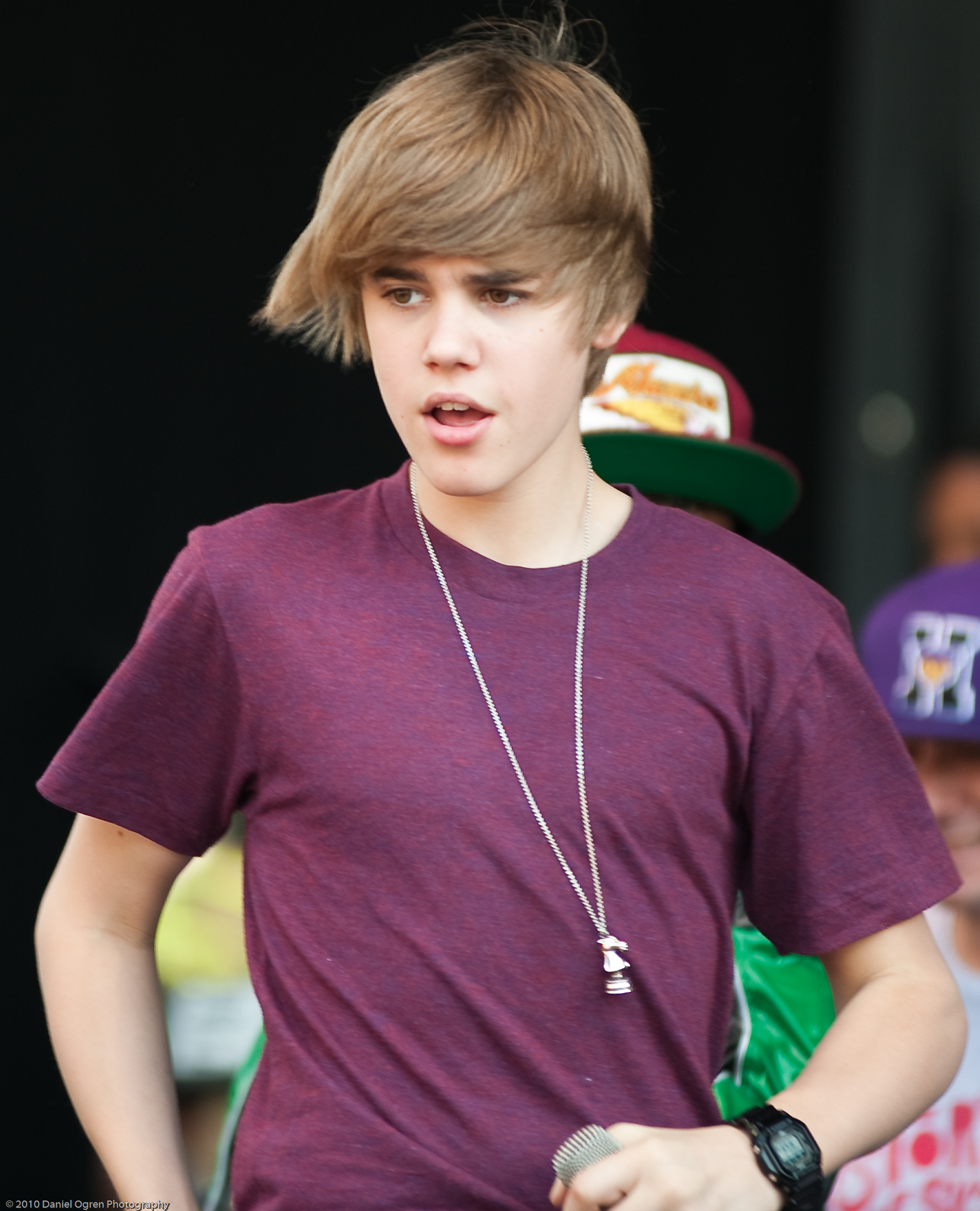
Bieber biểu diễn tại White House Easter Egg Roll 2010.

Bieber là người dẫn chương trình cho lễ trao giải Grammy lần thứ 52 vào ngày 31 tháng 1 năm 2010. Anh được mời làm giọng ca chính cho bản làm lại của đĩa đơn từ thiện "We Are the World" nhân kỷ niệm 25 năm ngày phát hành bài hát nhằm hỗ trợ người dân Haiti sau trận động đất. Bieber thể hiện phần mở đầu của Lionel Richie trong bản gốc.
Vào ngày 12 tháng 3 năm 2010, một phiên bản của ca khúc "Wavin' Flag" do K'naan thể hiện, được thu âm bởi một tập thể các nhạc sĩ Canada được gọi là Young Artists for Haiti, đã được phát hành. Bieber góp mặt trong bài hát, thể hiện phần kết.
Vào tháng 1 năm 2010, "Baby" nằm trong album phòng thu đầu tay My World 2.0 được phát hành. Bài hát có sự góp giọng của Ludacris và trở thành một bản hit lớn. Nó đứng ở vị trí thứ năm trên Billboard Hot 100 của Hoa Kỳ, đạt vị trí thứ ba trên Canadian Hot 100 và lọt vào top 10 ở một số quốc gia. Hai đĩa đơn quảng cáo, "Never Let You Go" và "U Smile", đã lọt vào top 30 bản hit trên Hot 100 của Mỹ và top 20 ở Canada. Theo trang đánh giá tổng hợp Metacritic, album đã nhận được những đánh giá tích cực. Nó ra mắt ở vị trí số một trên Billboard 200 của Hoa Kỳ, đưa Bieber trở thành nghệ sĩ solo nam trẻ tuổi nhất đứng đầu bảng xếp hạng này kể từ Stevie Wonder năm 1963. My World 2.0 cũng ra mắt ở vị trí số một trên Canadian Albums Chart, Irish Albums Chart, Australian Albums Chart, New Zealand Albums Chart và lọt vào top 10 của mười lăm quốc gia.
Để quảng bá album, Bieber đã xuất hiện trên một số chương trình truyền hình trực tiếp bao gồm The View, Kids' Choice Awards 2010, Nightline, Late Show with David Letterman, The Dome và 106 & Park. Sean Kingston hợp tác với Bieber trong đĩa đơn tiếp theo của album "Eenie Meenie". Bài hát lọt vào top 10 ở Vương quốc Anh và Úc, top 20 của hầu hết các quốc gia khác. Vào ngày 10 tháng 4 năm 2010, Bieber là khách mời trên Saturday Night Live. Vào ngày 4 tháng 7 năm 2010, Bieber biểu diễn tại Macy's Four of July Fireworks Spectacular ở thành phố New York. Đĩa đơn tiếp theo của My World 2.0, "Somebody to Love", được phát hành vào tháng 4 năm 2010, và một bản phối lại đã được phát hành với sự góp giọng của Usher. Vào ngày 23 tháng 6 năm 2010, Bieber thực hiện chuyến lưu diễn đầu tiên của mình, My World Tour, bắt đầu tại Hartford, Connecticut, nhằm quảng bá My World và My World 2.0. Vào tháng 5 năm 2010, Bieber góp giọng trong bài hát "Rich Girl" của Soulja Boy. Vào tháng 7 năm 2010, có thông tin cho rằng Bieber là người nổi tiếng được tìm kiếm nhiều nhất trên Internet. Cùng tháng đó, video âm nhạc cho "Baby" đã vượt qua "Bad Romance" (2009) của Lady Gaga để trở thành video được xem nhiều nhất và cũng là video có nhiều lượt không thích nhất trên YouTube vào thời điểm đó. Tuy nhiên, video âm nhạc cho đĩa đơn "Blank Space" (2014) của Taylor Swift đã vượt qua kỷ lục lượt xem vào năm 2015. Vào tháng 9 năm 2010, Bieber chiếm 3% tổng lượng truy cập trên Twitter, theo một nhân viên của trang mạng xã hội này.

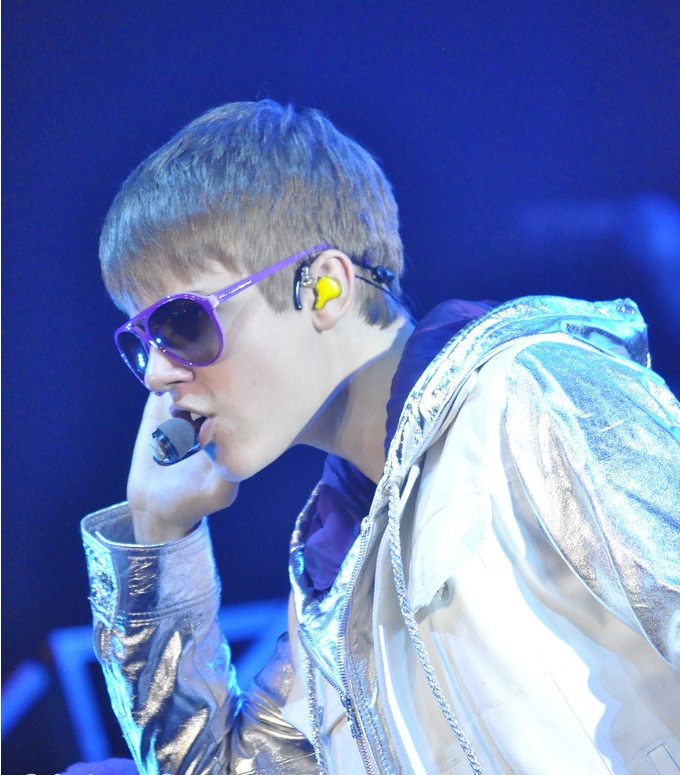
Bieber biểu diễn ở Indonesia trong chuyến lưu diễn My World Tour vào năm 2011

Trong My World 2.0, giọng hát của Bieber được nhận xét là trầm hơn so với EP đầu tay, do ảnh hưởng của tuổi dậy thì. Vào tháng 4 năm 2010, nam ca sĩ nhận xét về giọng hát của mình: "Tôi bị vỡ giọng. Như bao nam thanh thiếu niên khác. Tôi đang phải đối mặt với điều đó và tôi có cho mình huấn luyện viên thanh nhạc tốt nhất thế giới ... Một số nốt trong "Baby" tôi không thể nào chạm tới được. Chúng tôi phải hạ điệu tính xuống khi tôi biểu diễn trực tiếp." Bieber đóng vai khách mời trong bộ phim tội phạm CSI: Crime Scene Survey của đài CBS, phát sóng vào ngày 23 tháng 9 năm 2010. Anh đóng vai một "thiếu niên phải đối mặt với một quyết định khó khăn liên quan đến người anh trai duy nhất của mình", một kẻ đánh bom hàng loạt. Bieber cũng có mặt trong một tập tiếp theo của loạt phim, được phát sóng vào ngày 17 tháng 2 năm 2011, trong đó nhân vật của anh bị giết. Bieber đã biểu diễn phần hòa âm của liên khúc "U Smile", "Baby", "Somebody to Love", và chơi trống tại lễ trao giải MTV Video Music Awards 2010 vào ngày 12 tháng 9 năm 2010. Bieber thông báo vào tháng 10 năm 2010 rằng anh sẽ phát hành một album acoustic, mang tên My Worlds Acoustic. Nó được phát hành vào ngày 26 tháng 11 năm 2010 tại Hoa Kỳ với phiên bản acoustic của các bài hát trong những album trước của anh, cùng với việc phát hành một bài hát mới có tựa đề "Pray".
Một bộ phim 3-D bán tiểu sử, bán hòa nhạc với Bieber thủ vai chính mang tên Justin Bieber: Never Say Never, được phát hành vào ngày 11 tháng 2 năm 2011, do Jon M. Chu làm đạo diễn, người từng là đạo diễn của Vũ điệu đường phố 3. Nó đứng đầu phòng vé với tổng doanh thu ước tính là 12,4 triệu USD trong ngày đầu tiên khởi chiếu tại 3,105 rạp phim. Phim đã thu về 30,3 triệu USD trong cuối tuần và bị đánh bại bởi bộ phim hài lãng mạn Cô vợ hờ, thu về 31 triệu USD. Never Say Never đã vượt qua kỳ vọng với doanh thu đạt gần tương đương doanh thu 31,1 triệu USD của bộ phim hòa nhạc 3-D năm 2008 của Miley Cyrus, Hannah Montana & Miley Cyrus: Best of Both Worlds Concert, đang giữ kỷ lục là phim tài liệu âm nhạc đầu tay có doanh thu cao nhất thế giới. Never Say Never thu về tổng cộng 98.441.954 USD trên toàn cầu. Album remix thứ hai của anh, Never Say Never – The Remixes, phát hành ngày 14 tháng 2 năm 2011, bao gồm bản phối lại các bài hát trong album đầu tay của anh, cùng với sự xuất hiện của Miley Cyrus, Chris Brown, Kanye West, và những nghệ sĩ khác. Một bài hát nằm trong album, "That Should Be Me", kết hợp với ban nhạc đồng quê Mỹ Rascal Flatts, đã mang về cho anh giải thưởng đầu tiên về nhạc đồng quê cho Video hợp tác của năm tại CMT Music Awards vào tháng 6 năm 2011. Tạp chí Time đã xướng tên Bieber là một trong 100 người có ảnh hưởng nhất trên thế giới trong danh sách hàng năm của họ. Vào tháng 6 năm 2011, Bieber xếp thứ 2 trong danh sách "Under 30" của Forbes. Anh là ngôi sao trẻ nhất và là 1 trong 7 nhạc sĩ nằm trong danh sách, với 53 triệu USD kiếm được trong khoảng thời gian 12 tháng. Cùng tháng, đĩa đơn hợp tác của anh "Next to You" với ca sĩ người Mỹ Chris Brown đã được phát hành. Video chưa hoàn thiện của bài hát bị rò rỉ trực tuyến vào ngày 6 tháng 6 và video chính thức được phát hành vào ngày 17 tháng 6.
Vào ngày 1 tháng 11 năm 2011, Vào ngày 1 tháng 11 năm 2011, Bieber phát hành album phòng thu thứ hai mang chủ đề Giáng sinh Under the Mistletoe. Nó trở thành album Giáng sinh đầu tiên của một nam nghệ sĩ ra mắt ở vị trí quán quân trên Billboard 200, bán được 210.000 bản trong tuần đầu tiên phát hành. Vào ngày 19 tháng 11 năm 2021, album được Billboard liệt kê vào bảng xếp hạng Greatest of All Time Top Holiday Albums. Đĩa đơn đầu tiên của album, "Mistletoe" đạt vị trí số 1 trên bảng xếp hạng Billboard Holiday 100 và Holiday Digital Songs của Hoa Kỳ.  Bieber đã phát hành "All I Want for Christmas Is You (SuperFestive!)" là đĩa đơn thứ hai trong album, đây là phiên bản tái thu âm cho đĩa đơn gốc "All I Want for Christmas Is You" của Mariah Carey với sự góp giọng của chính Carey trong ca khúc. Billboard lần lượt liệt kê album và đĩa đơn của nó vào trong số những album và bài hát Holiday hay nhất mọi thời đại.

### 2012–2014:Believe,Journalsvà những hoạt động khác

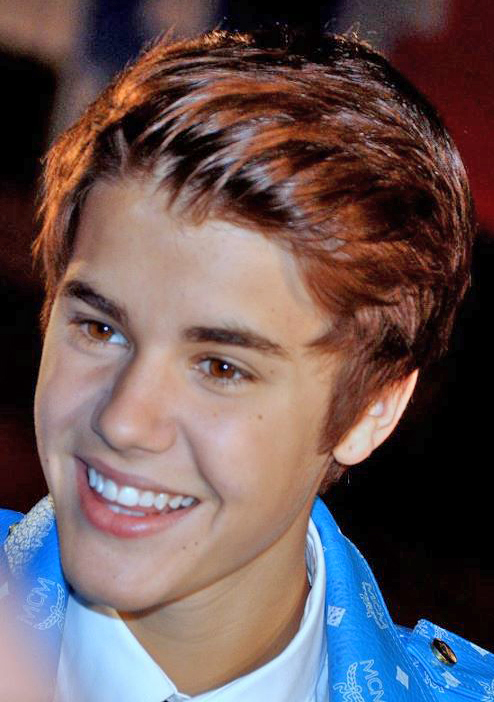
Bieber tại lễ trao giải thưởng Âm nhạc NRJ 2012 ở Cannes, Pháp.

Cuối năm 2011, Bieber bắt đầu thu âm album phòng thu thứ ba mang tên Believe. Một tuần sau, Bieber xuất hiện trên The Ellen DeGeneres Show thông báo rằng đĩa đơn đầu tiên sẽ có tên "Boyfriend", được phát hành vào ngày 26 tháng 3 năm 2012. Bài hát có được vị trí thứ hai trên bảng xếp hạng Billboard Hot 100 của Hoa Kỳ, bán được tổng cộng 521.000 bản kỹ thuật số, đây là ca khúc kỹ thuật số đầu tay bán chạy thứ hai trong một tuần từ trước đến nay. Bill Werde của Billboard nói rằng nó không thể có được ở vị trí số một vì bản tải xuống kỹ thuật số của ca khúc chỉ có sẵn trên iTunes Store, "hạn chế lựa chọn cho những người không thường xuyên đến cửa hàng bán lẻ của Apple". "Boyfriend" trở thành đĩa đơn đầu tiên của Bieber đạt được vị trí cao nhất trên Canadian Hot 100 khi có được vị trí quán quân và giữ nguyên vị trí này trong một tuần. Bieber đã góp giọng trong bài hát "Live My Life" của nhóm nhạc hip hop Mỹ Far East Movement, trong album phòng thu thứ tư của nhóm Dirty Bass, phát hành vào tháng 2 năm 2012. Bài hát được ra mắt trực tuyến 5 ngày trước thời điểm phát hành dự kiến và lọt vào top 30 của Billboard Hot 100. Đĩa đơn quảng cáo đầu tiên của album, "Die in Your Arms", được phát hành vào ngày 29 tháng 5 năm 2012 và đĩa đơn quảng cáo thứ hai, "All Around the World" với sự góp mặt của rapper người Mỹ Ludacris, ra mắt một tuần sau đó. Đĩa đơn thứ hai của Believe, "As Long as You Love Me" với sự góp mặt của rapper Big Sean, được phát hành vào ngày 11 tháng 6 năm 2012. Nó đạt vị trí thứ sáu trên Billboard Hot 100.
Album phòng thu thứ ba của anh, Believe, được phát hành vào ngày 19 tháng 6 năm 2012 bởi Island Records. Album đánh dấu sự thoát khỏi âm hưởng teen pop trong các bản phát hành trước đó của anh, và kết hợp với các yếu tố dance-pop và R&B. Với ý định phát triển âm nhạc theo hướng "chín chắn" hơn, Bieber đã hợp tác với nhiều nhà sản xuất âm nhạc lâu năm như Darkchild, Hit-Boy, Diplo và Max Martin. Entertainment Weekly ca ngợi sự thay đổi âm nhạc của Bieber, gọi album là "sự tái tạo và giới thiệu lại". Rolling Stone nhận thấy chất giọng trầm và những nhịp điệu "sôi động" hơn trong album lần này, mặc dù vậy nó đã đá xéo một trong những nhận thức về tình dục của Bieber khi trưởng thành ("If you spread your wings, you can fly away with me"). Believe giành vị trí số một trên Billboard 200, trở thành album quán quân thứ tư của anh. Album đã bán được 57.000 bản trong tuần đầu tiên phát hành tại Canada, đứng đầu Canadian Albums Chart. Vào tháng 9 năm 2012, Bieber góp giọng cho "Beautiful", một bài hát nằm trong album phòng thu thứ hai của Carly Rae Jepsen, Kiss (2012). Vào tháng 10 năm 2012, đĩa đơn thứ ba của Believe, "Beauty and a Beat" hợp tác với rapper Nicki Minaj, được phát hành. Video âm nhạc của ca khúc giữ kỷ lục về lượt xem nhiều nhất trong 24 giờ đầu tiên, với 10,6 triệu lượt xem.

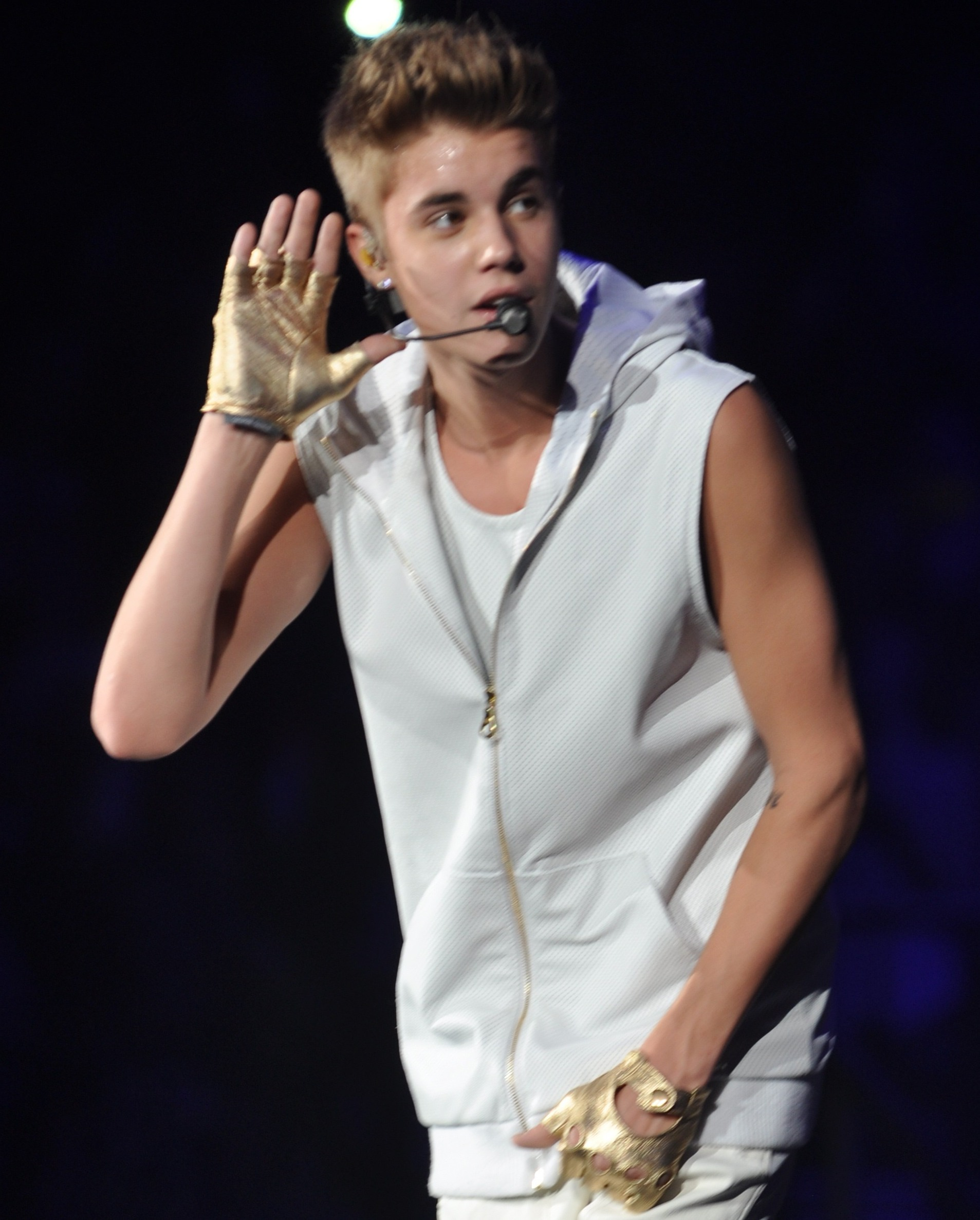
Bieber biểu diễn trong chuyến lưu diễn Believe Tour vào tháng 10 năm 2012

Believe Tour, chuyến lưu diễn quảng bá cho album, được bắt đầu vào tháng 9 năm 2012 tại Glendale, Arizona. Vào ngày 14 tháng 12 năm 2012, Bieber xuất hiện trên The Ellen DeGeneres Show, tại đây anh công bố kế hoạch phát hành một album acoustic mang tên Believe Acoustic, được phát hành vào ngày 29 tháng 1 năm 2013.
Bieber trở lại Saturday Night Live với vai trò là người dẫn chương trình và khách mời vào tập ngày 9 tháng 2 năm 2013. Sự xuất hiện của anh bị nhiều nhà phê bình và dàn diễn viên chính chỉ trích, bao gồm Kate McKinnon, người nói rằng Bieber không thoải mái với nhiệm vụ dẫn chương trình của mình và Bill Hader, người nói rằng anh không thích sự hiện diện của Bieber trong chương trình. Hader nói thêm rằng trong tám năm tham gia chương trình truyền hình này, Bieber là người dẫn chương trình duy nhất sống đúng với danh tiếng của anh.
Vào ngày 7 tháng 3 năm 2013, Bieber ngất xỉu ở hậu trường The O2 Arena tại London sau khi gặp vấn đề về hô hấp trong suốt buổi biểu diễn và được đưa đến bệnh viện. Bieber hủy buổi biểu diễn thứ hai ở Lisbon, Bồ Đào Nha tại Pavilhão Atlântico, dự kiến được tổ chức vào ngày 12 tháng 3, vì lượng vé bán ra thấp. Buổi hòa nhạc được tổ chức tại cùng một địa điểm vào ngày 11 tháng 3 đã diễn ra đúng như dự kiến. Vào giữa tháng 8 năm 2013, một bản song ca được phối lại của bài hát chưa được phát hành trước đó của Michael Jackson "Slave to the Rhythm", có sự góp mặt của Bieber, đã bị rò rỉ trên mạng. Đáp lại những lời chỉ trích về bản phối lại này, Michael Jackson Estate lên tiếng rằng họ không cho phép phát hành bản thu âm này và kể từ đó bài hát đã bị xóa khỏi nhiều trang web và kênh YouTube. Sau đó, một bài hát có tựa đề "Twerk" của rapper Lil Twist, có sự góp mặt của Bieber và Miley Cyrus, cũng bị rò rỉ. Vào tháng 9, Bieber góp mặt trong bài hát "Lolly" của Maejor Ali và rapper Juicy J. Một video âm nhạc của "Melodies", đĩa đơn đầu tay của ca sĩ người Mỹ Madison Beer, được phát hành trong cùng tháng, Bieber xuất hiện trong vai trò khách mời.
Vào ngày 3 tháng 10 năm 2013, Bieber thông báo rằng anh sẽ phát hành một bài hát mới vào thứ hai hàng tuần trong vòng 10 tuần như là phần dẫn dắt cho bộ phim Justin Bieber's Believe, được sản xuất vào tháng 5 năm 2012 và phát hành vào ngày 25 tháng 12 năm 2013. Bộ phim là phần tiếp theo của Justin Bieber: Never Say Never, Jon M. Chu trở lại vai trò đạo diễn.
Bài hát đầu tiên của Music Mondays, "Heartbreaker", được phát hành vào ngày 7 tháng 10. Bài hát thứ hai, "All That Matters", được phát hành vào ngày 14 tháng 10, tiếp theo lần lượt là "Hold Tight" vào ngày 21 tháng 10, "Recovery" vào ngày 28 tháng 10, "Bad Day" vào ngày 4 tháng 11 và "All Bad" vào ngày 11 tháng 11. Bài hát thứ bảy, "PYD" có sự góp mặt của R. Kelly, được phát hành vào ngày 18 tháng 11; tiếp theo là "Roller Coaster" vào ngày 25 tháng 11 và "Change Me" vào ngày 2 tháng 12. Bài hát cuối cùng, "Confident" có sự góp mặt của Chance the Rapper, được phát hành vào ngày 9 tháng 12 năm 2013. Cùng ngày hôm đó, tất cả 10 bài hát sẽ được giới thiệu trong một album tổng hợp sắp tới mang tên Journals. Album sẽ bổ sung thêm năm bài hát chưa được phát hành, một video âm nhạc cho "All That Matters" và đoạn giới thiệu cho Justin Bieber's Believe. Journals chỉ có sẵn trên iTunes trong thời gian giới hạn: từ ngày 23 tháng 12 năm 2013 đến ngày 9 tháng 1 năm 2014. Tiêu đề của năm bài hát bổ sung mới là: "One Life", "Backpack" có sự góp mặt của Lil Wayne, "What's Hatnin" có sự góp mặt của Future, "Swap It Out" và "Memphis" có sự góp mặt của Big Sean và Diplo.
Bieber phát hành một bài hát có tựa đề "Home to Mama" hợp tác với ca sĩ người Úc Cody Simpson vào tháng 11 năm 2014. Cùng tháng, Bieber đứng đầu bảng xếp hạng "Under 30" của tạp chí Forbes, danh sách những người nổi tiếng dưới 30 tuổi có thu nhập cao nhất trong năm đó.
Vì sự tan rã của The Island Def Jam Music Group, công ty con của Universal Music vào tháng 4 năm 2014, Bieber và một số nghệ sĩ sau đó được chuyển đến một công ty khác có liên quan đến Universal Music, Def Jam Recordings, Bieber không còn ký hợp đồng với Island.

### 2015–2017:Purpose

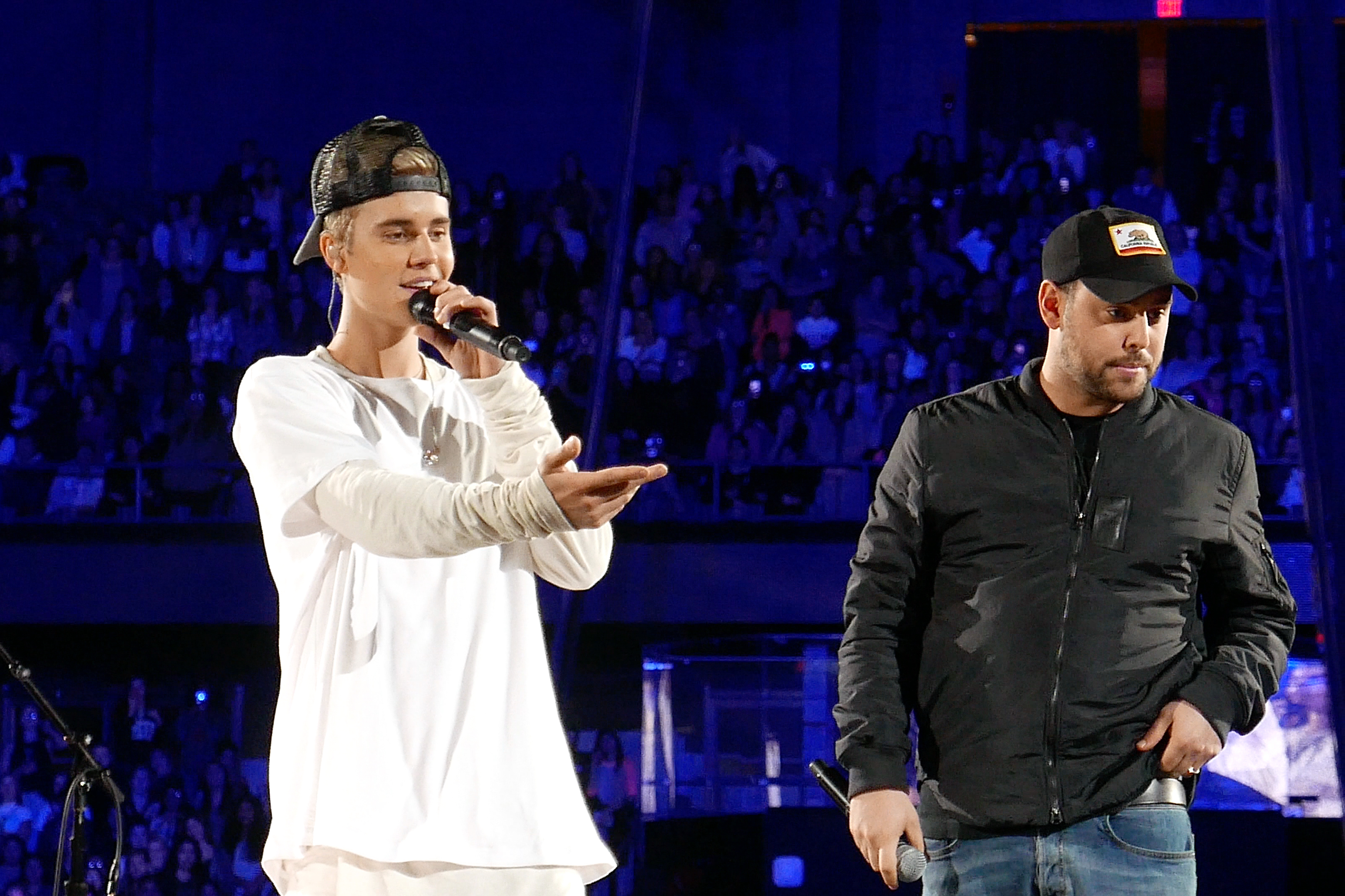
Bieber (trái) và người quản lý của anh Scooter Braun biểu diễn tại Rosemont, Illinois vào năm 2015

Vào tháng 2 năm 2015, Bieber hợp tác với Jack Ü để phát hành bài hát "Where Are Ü Now". Bài hát xếp thứ tám trên bảng xếp hạng Billboard Hot 100 và đứng ở vị trí đầu tiên trên bảng xếp hạng Hot Dance/Electronic Songs của Billboard. Ca khúc này đã mang về cho cá nhân Bieber giải Grammy cho Thu âm nhạc dance xuất sắc nhất đầu tiên trong sự nghiệp tại giải Grammy lần thứ 58. Vào tháng 3 năm 2015, Bieber xuất hiện trong video âm nhạc cho đĩa đơn "I Really Like You" của Carly Rae Jepsen.
Vào tháng 3 năm 2015, Bieber là khách mời trong chương trình hài kịch châm biếm đặc biệt thường niên của Comedy Central, và là một thí sinh trong loạt chương trình thực tế Lip Sync Battle. Bieber đã quay một tập cho loạt phim truyền hình thực tế Knock Knock Live của đài Fox TV, được phát sóng trước khi chương trình bị hủy sau hai tập. Vào ngày 28 tháng 8 năm 2015, Bieber phát hành "What Do You Mean?", đĩa đơn chính trong album phòng thu thứ tư của anh Purpose. Bài hát là sự pha trộn giữa teen pop, nhạc dance điện tử và acoustic R&B. Nó ra mắt ở vị trí quán quân trên Billboard Hot 100 của Mỹ và trở thành đĩa đơn quán quân đầu tiên của Bieber tại quốc gia này. Anh đã lập kỷ lục Guinness thế giới khi trở thành nam nghệ sĩ solo trẻ nhất ra mắt ở vị trí quán quân trên Hot 100. Nó cũng phá kỷ lục tác phẩm đạt vị trí quán quân nhanh nhất trên iTunes Hoa Kỳ, chỉ trong vòng chưa đầy 5 phút. Vào ngày 23 tháng 10 năm 2015, Bieber phát hành đĩa đơn thứ hai của album mang tên "Sorry", có được vị trí thứ hai trên Billboard Hot 100. Sau tám tuần không liên tiếp đứng ở vị trí thứ hai, trên bảng xếp hạng tuần ngày 23 tháng 1 năm 2016, "Sorry" đã vươn lên đầu vị trí số một và trở thành đĩa đơn quán quân thứ hai của Bieber trên Billboard Hot 100. Đĩa đơn thứ ba của Purpose, "Love Yourself" cũng đạt vị trí số một tại Mỹ, đưa Bieber trở thành nam nghệ sĩ đầu tiên trong gần một thập kỷ có ba đĩa đơn cùng một album đạt vị trí quán quân kể từ lần cuối Justin Timberlake làm được điều đó với album FutureSex/LoveSounds vào năm 2006–07. Anh cũng trở thành nghệ sĩ solo đầu tiên có ba bài hát solo nằm trong top 5 của Billboard Hot 100 cùng lúc và là nghệ sĩ hát chính đầu tiên kể từ The Beatles vào năm 1964. "Love Yourself" đứng đầu bảng xếp hạng Billboard Hot 100 cuối năm 2016, theo sau là "Sorry" ở vị trí thứ hai, và đưa Bieber trở thành nghệ sĩ thứ ba trong lịch sử giữ hai vị trí hàng đầu của Billboard Hot 100 cuối năm, sau The Beatles năm 1964 và Usher năm 2004. "Company" được công bố là đĩa đơn thứ tư vào ngày 8 tháng 3 năm 2016. Vào ngày 12 tháng 2 năm 2016, bốn album đầu tay của Bieber được phát hành lần đầu dưới dạng đĩa than.

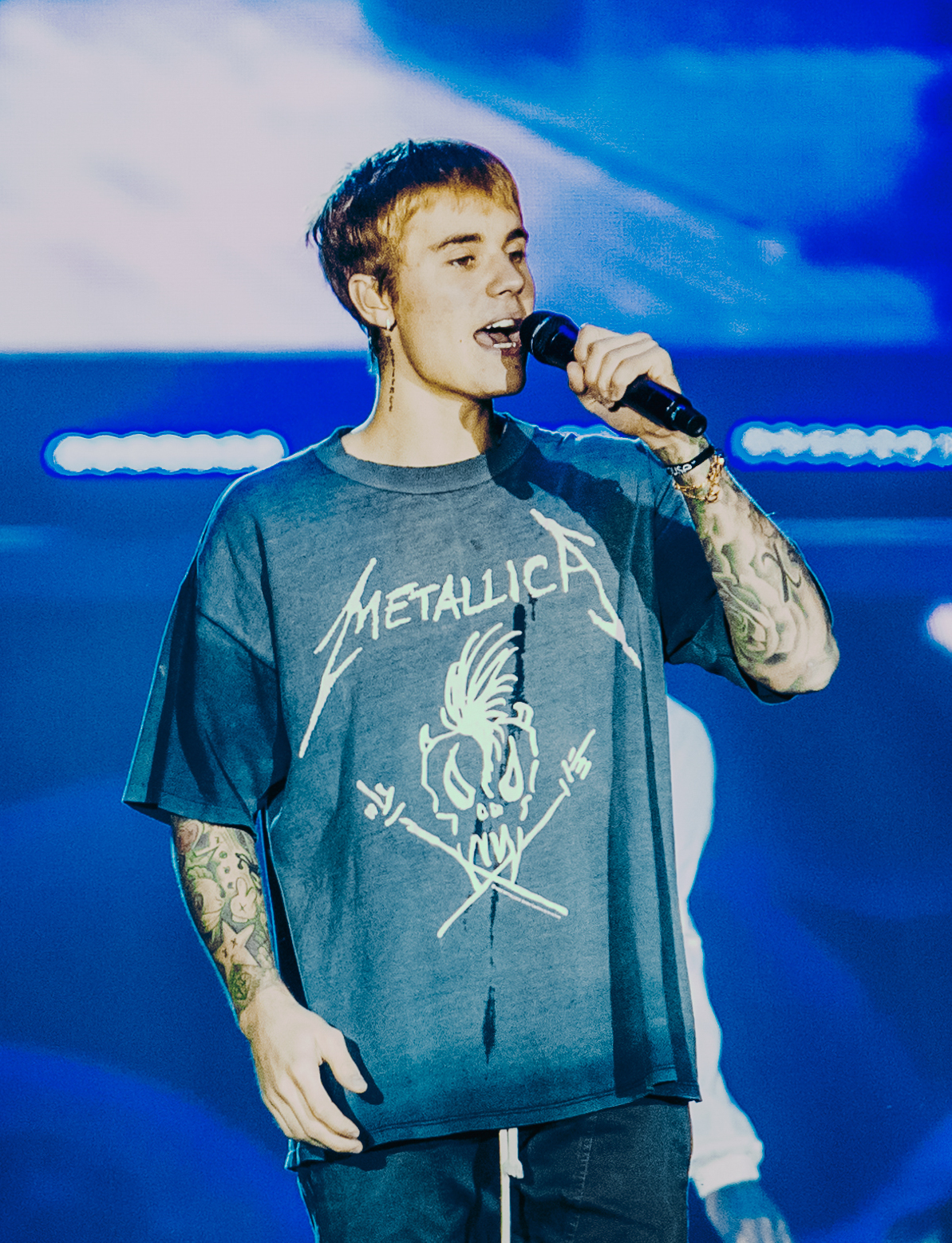
Bieber biểu diễn ở Kraków, Ba Lan trong Purpose World Tour vào năm 2016

Purpose được phát hành vào ngày 13 tháng 11 năm 2015 và giành vị trí quán quân bảng xếp hạng Billboard 200, trở thành album thứ sáu của Bieber đứng đầu bảng xếp hạng này. Nó là album bán chạy thứ tư trong năm 2015 với doanh số trên toàn thế giới là 3,1 triệu bản. Tính đến tháng 6 năm 2016, nó đã bán được 4,5 triệu bản trên toàn cầu. Vào ngày 11 tháng 11 năm 2015, Bieber thông báo anh sẽ bắt tay thực hiện Purpose Tour. Chuyến lưu diễn vòng quanh thế giới bắt đầu tại Seattle, Washington vào ngày 9 tháng 3 năm 2016. Vào ngày 24 tháng 7 năm 2017, Bieber đã hủy bỏ những buổi biểu diễn còn lại trong chuyến lưu diễn Purpose Tour do "những trường hợp không lường trước được." Theo  Pollstar, chuyến lưu diễn có tổng doanh thu 257 triệu USD và thu hút 2,8 triệu lượt khán giả tham dự trong 162 buổi diễn, trở thành một trong những tour diễn có doanh thu cao nhất trong cả năm 2016 và 2017. Bieber là nghệ sĩ biểu diễn nổi bật tại Jingle Bell Ball 2015 do Capital FM tổ chức, vào ngày 6 tháng 12 năm 2015.
Vào ngày 8 tháng 1 năm 2016, Bieber làm nên lịch sử bảng xếp hạng âm nhạc Vương quốc Anh khi trở thành nghệ sĩ đầu tiên chiếm giữ toàn bộ ba vị trí hàng đầu của UK Singles Chart. Anh đã đạt được thành tích này với "Love Yourself", "Sorry" và "What Do You Mean?" lần lượt xếp ở các vị trí 1, 2 và 3 đồng thời. Vào ngày 22 tháng 7 năm 2016, Bieber phát hành đĩa đơn hợp tác với bộ ba EDM Major Lazer và ca sĩ người Đan Mạch MØ mang tên "Cold Water". Ca khúc ra mắt ở vị trí thứ hai trên bảng xếp hạng Billboard Hot 100 của Hoa Kỳ, trở thành bài hát thứ ba của Bieber ra mắt  vị trí thứ hai trên bảng xếp hạng này, vượt qua kỷ lục của Mariah Carey để trở thành nghệ sĩ có nhiều lần ra mắt vị trí á quân nhất. Vào tháng 8 năm 2016, Bieber góp mặt trong đĩa đơn "Let Me Love You" của DJ Snake. Bài hát đạt vị trí thứ 4 trên Billboard Hot 100. Sau đó, Bieber góp mặt trong đĩa đơn "Deja Vu" của ca sĩ người Mỹ Post Malone đĩa đơn thứ tư trong album phòng thu đầu tay của Malone Stoney vào tháng 9 năm 2016. Bieber sau đó xuất hiện trong bộ phim tài liệu Bodyguards: Secret Lives from the Watchtower (2016). Tại lễ trao giải Grammy lần thứ 59, Purpose được đề cử cho hạng mục Album của năm và Album giọng pop xuất sắc nhất, trong khi "Love Yourself" lần lượt nhận được đề cử cho hạng mục Bài hát của năm và Trình diễn đơn ca pop xuất sắc nhất. Bieber là nghệ sĩ biễu diễn nổi bật tại iHeartRadio Jingle Ball 2016 và có màn trình diễn bế màn vào ngày 9 tháng 12 năm 2016.

### 2017–2019: Hợp tác
Vào ngày 16 tháng 4 năm 2017, hai ca sĩ người Puerto Rico Luis Fonsi và Daddy Yankee phát hành bản phối lại cho bài hát "Despacito" có sự góp mặt của Bieber. Đây là ca khúc đầu tiên mà Bieber hát bằng tiếng Tây Ban Nha. Bản phối thành công toàn cầu và phá vỡ nhiều kỷ lục trên các bảng xếp hạng lớn ở khắp thế giới. Bài hát đạt vị trí quán quân tại Mỹ và cùng với "Macarena" (1996) trở thành bài hát tiếng Anh/Tây Ban Nha duy nhất đạt vị trí quán quân trên Billboard Hot 100. Nó lập kỷ lục nằm ở vị trí số một nhiều tuần nhất vào thời điểm ấy trong lịch sử Billboard Hot 100. Bài hát đã đạt kỷ lục 56 tuần đứng ở vị trí quán quân trên bảng xếp hạng Hot Latin Songs của Billboard và phá kỷ lục lúc ấy đứng ở vị trí số một trong hầu hết các tuần trên bảng xếp hạng Digital Songs Sales. Bản phối lại là bài hát được xem nhiều nhất mọi thời đại trên trang web Genius, với 23,3 triệu lượt xem. Bài hát mang về cho cá nhân Bieber giải Grammy Latin đầu tiên trong sự nghiệp. Tính đến tháng 9 năm 2021, "Despacito" đứng ở vị trí số một trên bảng xếp hạng bài hát Latin hay nhất mọi thời đại và vị trí thứ năm trên bảng xếp hạng bài hát mùa hè hay nhất mọi thời đại của Billboard.
Bieber, cùng với các rapper Quavo, Chance the Rapper và Lil Wayne, đã góp giọng trong đĩa đơn "I'm the One" của DJ Khaled, phát hành vào ngày 28 tháng 4 năm 2017. Bài hát ra mắt ở vị trí số một trên Billboard Hot 100, trở thành bài hát hợp tác thứ hai và là bài hát thứ tư của Bieber đứng đầu bảng xếp hạng. Một tuần sau, "Despacito" đứng đầu các bảng xếp hạng ở Mỹ, trở thành đĩa đơn đầu tiên chủ yếu bằng tiếng Tây Ban Nha đứng đầu Hot 100 sau hơn 20 năm, đồng thời trở thành đĩa đơn quán quân thứ năm của anh và đưa Bieber trở thành nghệ sĩ đầu tiên đạt vị trí số 1 trong nhiều tuần liên tiếp. "I'm the One" cũng đạt vị trí quán quân trên bảng xếp hạng Hot Rap Songs và Hot R&B/Hip-Hop Songs của Billboard. Vào ngày 9 tháng 6 năm 2017, David Guetta phát hành đĩa đơn "2U" hợp tác với Bieber. Video âm nhạc của "2U" có các người mẫu Victoria's Secret hát nhép theo lời bài hát.
Vào ngày 17 tháng 8 năm 2017, Bieber phát hành đĩa đơn "Friends" hợp tác với nhà sản xuất thu âm và nhạc sĩ người Mỹ BloodPop. Các nhạc sĩ Julia Michaels và Justin Tranter đã tái hợp với Bieber để sản xuất bài hát này, giống như họ đã cùng nhau sản xuất đĩa đơn "Sorry" vào năm 2015 nằm trong album phòng thu Purpose của anh. Bieber đã không đến tham dự lễ trao giải Grammy lần thứ 60 để biểu diễn ca khúc được đề cử "Despacito", đồng thời cũng nói rằng anh sẽ không xuất hiện trong bất kỳ chương trình trao giải nào cho đến khi album tiếp theo của anh được hoàn thành. Vào tháng 7 năm 2018, Bieber tái hợp với DJ Khaled trong "No Brainer", hợp tác một lần nữa với Chance the Rapper và Quavo. Đĩa đơn này đã lọt vào top 5 của Hot 100 và đạt vị trí quán quân trên bảng xếp hạng Hot R&B Songs của Billboard. Anh cũng góp mặt trong video âm nhạc của bài hát.
Vào ngày 21 tháng 4 năm 2019, Bieber có một buổi trình diễn bất ngờ tại lễ hội âm nhạc Coachella 2019, đánh dấu màn trình diễn trực tiếp đầu tiên sau hai năm của anh và hé lộ tái xuất với một album mới. Vào ngày 10 tháng 5 năm 2019, ca sĩ người Anh Ed Sheeran và Bieber phát hành đĩa đơn "I Don't Care", nằm trong album No.6 Collaborations Project (2019) của Sheeran. Trước đây, họ đã từng hợp tác với nhau, Sheeran đồng sáng tác bài hát năm 2015 "Love Yourself" của Bieber và bài hát năm 2016 "Cold Water" của Major Lazer, có sự góp mặt của Bieber. "I Don't Care" đã trở thành một bản hit toàn cầu, đứng vị trí quán quân tại 26 quốc gia, đồng thời đạt vị trí thứ 2 tại Hoa Kỳ. Bieber sau đó hợp tác với Billie Eilish thể hiện bản phối lại của đĩa đơn "Bad Guy", được phát hành vào ngày 11 tháng 7. Vào ngày 4 tháng 10 năm 2019, Bieber và bộ đôi nhạc đồng quê Dan + Shay phát hành bài hát "10,000 Hours", ra mắt ở vị trí thứ 4 trên Billboard Hot 100 của Mỹ. Nó trở thành bài hát đồng quê không vào dịp lễ có thứ hạng cao nhất trong lịch sử bảng xếp hạng Billboard Streaming Songs và có 21 tuần đứng ở vị trí quán quân trên bảng xếp hạng Hot Country Songs của Billboard. Kết quả là Bieber trở thành nghệ sĩ đầu tiên trong lịch sử đạt vị trí số một trên bảy bảng xếp hạng khác nhau: Hot 100, Hot Country Songs, Hot Dance/Electronic Songs, Hot Latin Songs, Hot R&B Songs, Hot R&B/Hip-Hop Songs và Hot Rap Songs. Nó mang về cho cá nhân Bieber giải Grammy thứ hai cho Trình diễn bộ đôi hoặc nhóm nhạc đồng quê xuất săc nhất tại lễ trao giải Grammy lần thứ 63. Vào ngày 14 tháng 10 năm 2019, Bieber trở thành nam nghệ sĩ solo trẻ nhất có 200 tuần tích lũy trong top 10 của Billboard Hot 100.

### 2020–nay:Changes,JusticevàFreedom
Vào ngày 24 tháng 12 năm 2019, Bieber thông báo rằng anh sẽ phát hành album phòng thu thứ năm của mình và bắt đầu chuyến lưu diễn thứ tư vào năm 2020. Đĩa đơn đầu tiên của album, "Yummy", được phát hành vào ngày 3 tháng 1 năm 2020. Nó ra mắt ở vị trí thứ hai trên Billboard Hot 100. Vào ngày 31 tháng 12 năm 2019, Bieber đã phát hành một đoạn giới thiệu về loạt phim tài liệu gồm 10 tập chiếu trên YouTube Originals Justin Bieber: Seasons, tập trung vào một loạt các chủ đề: cuộc sống của anh sau thời gian gián đoạn sự nghiệp âm nhạc, hôn nhân, chuẩn bị cho sản phẩm âm nhạc mới và cuộc chiến chống lại bệnh Lyme. Các tập phim được phát hành vào thứ 2 và thứ 4 hàng tuần kể từ ngày 27 tháng 1 năm 2020. Loạt phim tài liệu này đã đạt mốc 32,65 triệu lượt xem trong tuần đầu tiên phát hành, phá vỡ kỷ lục mọi thời đại về bộ phim mới ra mắt được xem nhiều nhất trong tuần đầu tiên của YouTube Originals. Xuất hiện trên The Ellen DeGeneres Show vào ngày 28 tháng 1 năm 2020, Bieber xác nhận ngày phát hành album phòng thu thứ năm của anh, Changes, sẽ là ngày 14 tháng 2 năm 2020. Cùng ngày, anh cũng phát hành đĩa đơn quảng bá cho album, "Get Me", với sự góp giọng của ca sĩ kiêm sáng tác nhạc người Mỹ Kehlani. Vào ngày 7 tháng 2 năm 2020, Bieber phát hành "Intentions" hợp tác với Quavo, là đĩa đơn thứ hai trong album. Bài hát đạt vị trí thứ năm trên Billboard Hot 100. Changes được phát hành vào ngày 14 tháng 2, ra mắt ở vị trí quán quân trên bảng xếp hạng Billboard 200 của Mỹ, giúp Bieber trở thành nghệ sĩ solo trẻ nhất trong lịch sử có bảy album quán quân tại Mỹ.

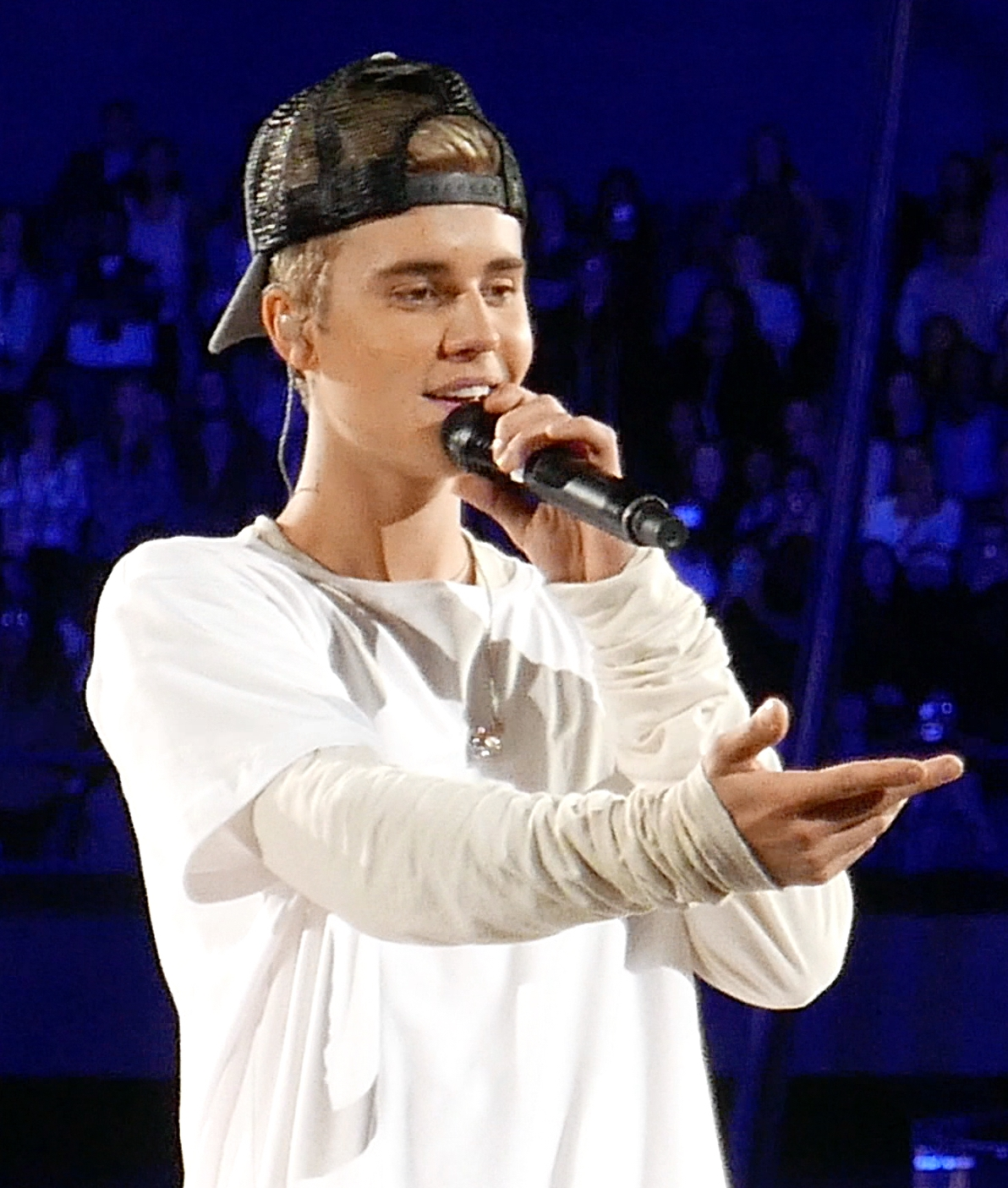
Bieber biểu diễn trong Justice World Tour vào tháng 4 năm 2022.

Vào ngày 8 tháng 5 năm 2020, ca sĩ người Mỹ Ariana Grande và Bieber đã phát hành đĩa đơn "Stuck with U", nhằm giúp gây quỹ cho những người tuyến đầu phòng chống đại dịch COVID-19 và gia đình của họ. Bài hát đứng đầu bảng xếp hạng Billboard Hot 100, trở thành đĩa đơn quán quân thứ sáu của anh tại Mỹ. Vào ngày 4 tháng 9 năm 2020, Bieber thủ vai chính trong video âm nhạc cho đĩa đơn "Popstar" của DJ Khaled với sự góp giọng của Drake. Vào ngày 18 tháng 9 năm 2020, Bieber phát hành ca khúc hợp tác với Chance the Rapper mang tên "Holy", được Bieber gọi là sự khởi đầu cho kỷ nguyên mới của anh và là đĩa đơn đầu tiên trong album phòng thu thứ sáu sắp tới. Nó đạt vị trí thứ ba trên Billboard Hot 100. Vào ngày 15 tháng 10 năm 2020, anh phát hành "Lonely", hợp tác với Benny Blanco là đĩa đơn thứ hai trong album sắp tới của Bieber. Bài hát đạt vị trí thứ 12 trên Billboard Hot 100. Bieber và J Balvin góp mặt trong bản phối lại cho đĩa đơn "Mood" của 24kGoldn, được phát hành vào ngày 6 tháng 11 năm 2020. Vào ngày 20 tháng 11 năm 2020, Shawn Mendes và Bieber phát hành "Monster", nằm trong album phòng thu thứ tư của Mendes, Wonder, đạt vị trí thứ tám trên Billboard Hot 100.
Vào ngày 1 tháng 1 năm 2021, Bieber phát hành đĩa đơn thứ ba "Anyone" nằm trong album phòng thu sắp tới của anh, đạt vị trí thứ sáu trên Billboard Hot 100. Vào ngày 14 tháng 2 năm 2021, Bieber biểu diễn tại "Journals Live" hợp tác với TikTok, đánh dấu lần đầu tiên anh trình diễn trực tiếp album năm 2013 Journals của mình. Nó trở thành sự kiện hòa nhạc thời lượng dài đầu tiên và phá kỷ lục về buổi phát trực tiếp của một nghệ sĩ được xem nhiều nhất trong lịch sử nền tảng này. Vào ngày 26 tháng 2 năm 2021, Bieber chính thức thông báo rằng album phòng thu thứ sáu của anh sẽ mang tên Justice. Vào ngày 5 tháng 3 năm 2021, Bieber phát hành đĩa đơn thứ tư của album, "Hold On", đạt vị trí thứ 20 trên Billboard Hot 100. Justice và đĩa đơn thứ năm của nó, "Peaches", cùng được phát hành vào ngày 19 tháng 3 năm 2021 và nhận được những đánh giá tích cực. Justice  nhận được 8 đề cử tại lễ trao giải Grammy lần thứ 64. Nó giành vị trí số một trên Billboard 200, trở thành album quán quân thứ tám của Bieber, trong khi "Peaches" đạt vị trí số một trên Billboard Hot 100, trở thành đĩa đơn quán quân thứ bảy của anh. Kết quả là Bieber lập nhiều kỷ lục lớn ở Mỹ. Bieber trở thành nghệ sĩ solo trẻ tuổi nhất có 8 album quán quân tại Mỹ, phá vỡ kỷ lục 56 năm do Elvis Presley nắm giữ. Anh trở thành nam nghệ sĩ solo đầu tiên trong lịch sử ra mắt đồng thời một bài hát và một album ở vị trí quán quân tại Mỹ. Anh cũng trở thành nam nghệ sĩ đầu tiên có 6 album phòng thu ra mắt ở vị trí số một trên Billboard 200.
Vào dịp lễ Phục sinh năm 2021, Bieber gây bất ngờ khi phát hành Freedom, một EP lấy cảm hứng từ nhạc phúc âm bao gồm sáu bài hát. Vào ngày 11 tháng 4 năm 2021, Justice vươn lên đứng đầu bảng xếp hạng Billboard 200 với nhiều hơn chưa đầy 1.000 đơn vị so với vị trí thứ hai, và trở thành album thời lượng dài đầu tiên của Bieber dành hơn một tuần đứng đầu bảng xếp hạng này trong hơn một thập kỷ. Vào ngày 10 tháng 5 năm 2021, Bieber đã góp giọng cùng 21 Savage trong "Let It Go" của DJ Khaled. Anh cũng xuất hiện trong video âm nhạc đi kèm. Anh cũng góp mặt trong bài hát "What You See" từ album phòng thu thứ tư của Migos, Culture III. Vào ngày 9 tháng 7 năm 2021, Bieber phát hành ca khúc hợp tác với The Kid Laroi mang tên "Stay". Bài hát ra mắt ở vị trí thứ ba trên Billboard Hot 100. Sau đó, nó đạt vị trí quán quân trong tuần thứ tư trên bảng xếp hạng, trở thành đĩa đơn quán quân thứ tám của anh tại Mỹ. "Stay" cũng trở thành bài hát thứ 100 trong sự nghiệp của anh có mặt trên bảng xếp hạng, giúp anh trở thành nghệ sĩ solo trẻ nhất lọt vào bảng xếp hạng 100 bài hát trên Billboard Hot 100, kỷ lục sau đó đã bị phá vỡ bởi rapper người Mỹ Lil Baby. "Stay" trở thành bài hát đầu tiên của một nam ca sĩ nước ngoài đạt được thành tích Perfect All-Kill tại Hàn Quốc và là bài hát đầu tiên của một nghệ sĩ nước ngoài làm được điều đó kể từ năm 2014. Bieber là nghệ sĩ biểu diễn chính tại chương trình âm nhạc "Freedom Experience" ở Sân vận động SoFi trong khuôn khổ sự kiện về COVID-19 của 1DayLA, diễn ra vào ngày 24 tháng 7 năm 2021.
Vào ngày 13 tháng 8 năm 2021, Bieber phát hành bản phối lại bài hát "Essence" của ca sĩ người Nigeria Wizkid, nằm trong album phòng thu thứ tư Made In Lagos (Deluxe) của ca sĩ này, trở thành bài hát đầu tiên trong sự nghiệp của anh mang thể loại afrobeats. Nó đã nâng thứ hạng của bài hát lên vị trí thứ 13 trên Billboard Hot 100. Một tuần sau, anh phát hành ca khúc hợp tác với Skrillex và Don Toliver mang tựa đề "Don't Go". Vào ngày 28 tháng 8 năm 2021, Bieber phá vỡ kỷ lục về lượng người nghe hàng tháng nhiều nhất mọi thời đại trong lịch sử Spotify, khi đạt được mức cao nhất là 94,5 triệu người nghe hàng tháng trên nền tảng này. Vào ngày 4 tháng 9 năm 2021, Bieber là nghệ sĩ biểu diễn chính tại Lễ hội Made in America 2021 được tổ chức trên Đại lộ Benjamin Franklin ở Philadelphia. Vào ngày 8 tháng 10 năm 2021, Bieber phát hành một bộ phim tài liệu mới có tựa đề Justin Bieber: Our World nhằm mang đến cho khán giả cái nhìn cận cảnh trong quá trình chuẩn bị cho buổi diễn năm 2020 "New Year Eve Live" do T-Mobile cung cấp, đây là buổi biểu diễn hòa nhạc đầu tiên của anh sau ba năm. Vào ngày 29 tháng 10 năm 2021, Bieber phát hành "Rockin' Around the Christmas Tree", bản cover lại đĩa đơn gốc của Brenda Lee, trên các nền tảng phát nhạc trực tuyến. Vào ngày 15 tháng 11 năm 2021, Bieber thông báo về chuyến lưu diễn hòa nhạc thứ tư sắp tới của anh, Justice World Tour, dự kiến bắt đầu tại San Diego, California vào ngày 18 tháng 2 năm 2022. Ngày 19 tháng 11 năm 2021, Bryson Tiller phát hành đĩa đơn "Lonely Christmas" hợp tác với Bieber và người cộng tác lâu năm của anh là Poo Bear. Vào ngày 3 tháng 12 năm 2021, Bieber phát hành sản phẩm hợp tác với rapper người Mỹ Juice Wrld có tựa đề "Wandered to LA" là đĩa đơn thứ hai nằm trong album di cảo thứ hai của cố rapper này Fighting Demons. Bieber là nghệ sĩ biểu diễn nổi bật ở Chặng đua GP Ả Rập Xê Út 2021 được tổ chức vào ngày 5 tháng 12 năm 2021, tại Jeddah, Ả Rập Xê Út. Ngày 11 tháng 12 năm 2021, anh là nghệ sĩ biểu diễn chính của Jingle Bell Ball 2021 do Capital FM tổ chức tại The O2, London. Cùng tháng, Justice nhận được 8 đề cử tại giải Grammy lần thứ 64.
Vào ngày 3 tháng 2 năm 2022, anh xuất hiện với tư cách khách mời trong album phòng thu đầu tay Alien của Beam, trong một ca khúc thuộc album có tựa đề "Sundown". Vào ngày 11 tháng 2 năm 2022, Bieber là nghệ sĩ biểu diễn chính của "Homecoming Weekend" trước thềm Super Bowl ở Los Angeles. Vào ngày 4 tháng 3 năm 2022, Bieber phát hành ca khúc hợp tác với ca sĩ người Nigeria Omah Lay mang tên Attention". Vào ngày 28 tháng 3 năm 2022, "Ghost", đĩa đơn thứ sáu của Justice, đạt vị trí thứ năm trên Billboard Hot 100, đánh dấu bản hit top 5 thứ 20 trong sự nghiệp của anh trên bảng xếp hạng. Ca khúc đạt vị trí quán quân trên bảng xếp hạng Pop Songs của Billboard, đưa Bieber trở thành nam nghệ sĩ solo đầu tiên có 10 đĩa đơn quán quân trong lịch sử bảng xếp hạng này. Vào ngày 30 tháng 3 năm 2022, Bieber góp giọng trong đĩa đơn "Up at Night" của Kehlani, nằm trong album phòng thu thứ ba Blue Water Road. Vào ngày 15 tháng 4 năm 2022, Bieber đã có một màn trình diễn bất ngờ cùng với Daniel Caesar tại lễ hội âm nhạc Coachella 2022. Vào ngày 29 tháng 4 năm 2022, Bieber phát hành một đĩa đơn mới mang tên "Honest" hợp tác với Don Toliver và một video âm nhạc đi kèm do Cole Bennett làm đạo diễn.

## Phong cách nghệ thuật

### Phong cách âm nhạc
Âm nhạc của Bieber chủ yếu là pop, R&B, hoặc đôi khi là dance pop hay EDM. Năm 2010, Jody Rosen của Rolling Stone khẳng định rằng nội dung âm nhạc của anh là "lời giới thiệu nhẹ nhàng về những bí mật và nỗi đau của tuổi mới lớn: những bài hát tràn đầy sự lãng mạn nhưng đặc biệt là không có tình dục". Trong những năm đầu sự nghiệp, phong cách âm nhạc của Bieber được nhận định là hướng tới xu hướng teen pop và "đậm chất bubblegum" hơn.
Vào tháng 1 năm 2012, Bieber chia sẻ với tạp chí V rằng anh không muốn hát về tình dục, ma túy và chửi thề. Anh nói: "Tôi muốn làm điều đó theo cách của riêng mình. Tôi không muốn bắt đầu hát về những thứ như tình dục, ma túy và chửi thề. Tôi yêu và có lẽ tôi sẽ làm tình nhiều hơn khi tôi trưởng thành. Nhưng tôi muốn được mọi người tôn trọng". Nhưng kể từ đó, Bieber dần thay đổi phong cách nghệ thuật, Peter Gicas của E! Online mô tả "PYD" là "kích dục", trong khi tạp chí In Touch Weekly mô tả bài hát của anh với Maejor Ali và Juicy J "Lolly" có thể khiến người hâm mộ của Bieber hơi khó chịu vì ca từ đề cập đến việc quan hệ tình dục bằng miệng. Năm 2015, Bieber đã phát hành album Purpose mang âm hưởng EDM hợp tác với Skrillex, và khám phá các chủ đề nghiêm túc hơn, chẳng hạn như "trải nghiệm cuộc sống", thông qua "thứ âm nhạc thoải mái".

### Ảnh hưởng
Chris Brown, Michael Jackson, The Beatles, Boyz II Men, Justin Timberlake, Stevie Wonder, Tupac, Usher và Kanye West là nguồn cảm hứng âm nhạc của Bieber. Vào năm 2012, anh chia sẻ, "âm nhạc là âm nhạc, và tôi chắc chắn mình bị chịu ảnh hưởng bởi Michael Jackson và Boyz II Men cùng nhiều nghệ sĩ da màu khác — đó là điều tôi thích." Believe được lấy cảm hứng từ Timberlake, trong đó Bieber đã thử "tạo ra một âm điệu lạ lẫm với tất cả mọi người ... giống như [Timberlake] đã làm trong FutureSex/LoveSounds: nó là một thứ âm thanh mới... âm thanh của guitar acoustic hòa trộn với tiếng trống mạnh mẽ."

### Giọng hát
Bieber ban đầu hát với giọng nam soprano, trước khi vỡ giọng, bằng chứng là trong buổi biểu diễn trực tiếp đầu tiên ca khúc "Pray" tại Giải thưởng Âm nhạc Mỹ 2010. Sean Michaels của The Guardian mô tả nó là "mối đe dọa lớn nhất đối với sự nghiệp của anh" vào thời điểm đó. Jody Rosen nhận xét rằng Bieber hát "kiểu swing và nhảy múa theo nhịp điệu" trong album đầu tay của mình, với chất giọng đạt kỹ thuật "nasal".
Bieber được huấn luyện thanh nhạc từ Jan Smith vào năm 2008.
Khi trưởng thành, chất giọng của Bieber là giọng nam cao, với quãng giọng trải dài từ quãng nam trung A2 đến quãng nam cao F5. Trong một bài đánh giá về album Purpose, Neil McCormick của The Daily Telegraph đã khen ngợi giọng hát của Bieber "dịu dàng, mềm mại và quyến rũ". Caroline Sullivan của The Guardian cũng ca ngợi "giọng hơi đầy ảnh hưởng", nhất mạnh rằng "chất giọng không ổn định, nhưng các bài hát thường rất thú vị."

## Dự án kinh doanh và quảng bá
Năm 2010, Bieber ký hợp đồng với Proactiv. Cùng năm, Bieber hợp tác với Nicole by OPI ra mắt dòng sản phẩm sơn móng tay "The One Less Lonely Girl Collection", được bán độc quyền tại Walmart. Dòng sản phẩm sơn móng tay của Bieber đã bán được 1 triệu chai trong chưa đầy hai tháng sau khi mở bán. Bieber quảng cáo cho Adidas, bên cạnh Derrick Rose và Venus Williams vào năm 2012. Anh trở thành "gương mặt đại diện" và "người mẫu" mới của Calvin Klein vào đầu năm 2015. Entertainment Tonight đưa tin Bieber đã sử dụng MYO-X, một loại thực phẩm chức năng, để chuẩn bị cho buổi chụp hình. Bieber bị chỉ trích vì "... thổi phồng thực phẩm bổ sung 'phép màu' mới nhất MYO-X, cho 59 triệu người hâm mộ trên Twitter của anh." Vào tháng 6 năm 2015, Bieber hợp tác với StarShop, một ứng dụng mua sắm mới do Kevin Harrington ra mắt. Bieber lần lượt là người quảng bá cho Beats By Dre, Elizabeth Arden và Best Buy. Anh được cho là người thúc đẩy sự nghiệp của các ca sĩ khác như Carly Rae Jepsen và Madison Beer khi anh tweet về họ.
Bieber đã phát hành bốn dòng nước hoa. Anh ra mắt dòng nước hoa đầu tiên của mình, Someday, vào năm 2011; nó đã thu về hơn ba triệu USD doanh thu tại Macy's, chỉ trong vòng chưa đầy ba tuần, mà các chuyên gia trong ngành coi là sản phẩm ra mắt thành công của một người nổi tiếng. Anh cho ra mắt dòng nước hoa thứ hai của mình, Girlfriend, vào tháng 6 năm 2012. Dòng nước hoa thứ ba The Key được ra mắt vào tháng 7 năm 2013, và sản phẩm nước hoa mới nhất của anh, Justin Bieber Collector's Edition, ra mắt vào năm 2014.
Vào tháng 1 năm 2019, Bieber ra mắt dòng quần áo của riêng mình, "Drew" cùng nhiều mặt hàng khác nhau, tất cả đều có biểu tượng mặt cười và dòng chữ "drew" được viết ở phía trước. Bieber đã đăng ký nhãn hiệu cho công ty của mình vào tháng 2 năm 2018. Vào tháng 9 năm 2019, sau một năm hợp tác với Giám đốc điều hành của Schmidt's Naturals, Michael Cammarata, Bieber đã phát hành dòng sản phẩm khử mùi của riêng mình, "Here + Now". Vào tháng 10 năm 2020, anh phát hành phiên bản giới hạn của đôi guốc Crocs x Justin Bieber, sản phẩm hợp tác giữa Bieber với thương hiệu Crocs. Thiết kế lấy cảm hứng từ dòng Classic Clog cũng như màu vàng đặc trưng của Bieber lấy từ thương hiệu quần áo cá nhân của anh, Drew. Nó được bán trên các kênh thương mại điện tử của đối tác và Crocs, đồng thời được bán tại các cửa hàng bán lẻ Crocs tại Trung Quốc và Hàn Quốc cũng như trên trang web của dòng quần áo Bieber.
Mùa thu năm 2021, Bieber đã hợp tác với Tim Hortons nhằm tung ra một sản phẩm đặc biệt của Timbits được gọi là "timbiebs". CNN ghi nhận vai trò quảng bá đã góp phần tăng doanh số của Tim Hortons lên 10,3% vào quý 4 năm 2021.
Vào ngày 7 tháng 2 năm 2022, anh góp mặt trong chiến dịch quảng bá đầu tiên trong năm 2022 của Balenciaga cùng với Kim Kardashian và Isabelle Huppert.

## Hình tượng công chúng

### Đánh giá chung

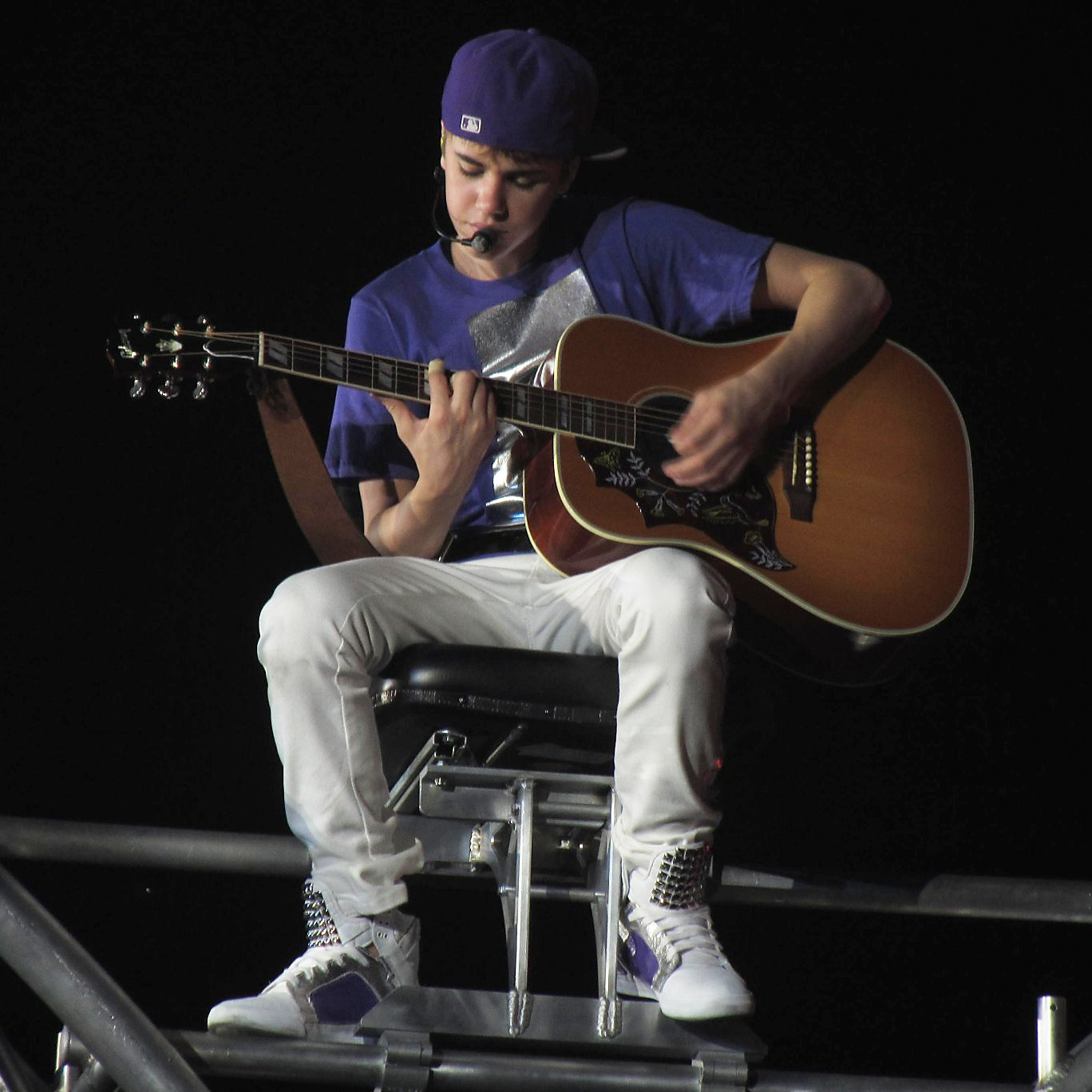
Bieber biểu diễn tại Zürich vào năm 2011; anh thường diện trang phục màu tím vào thời gian đầu sự nghiệp của mình.

Khi được hỏi về việc anh và Bieber đều được ký hợp đồng thu âm ở cùng độ tuổi, Usher nhận định rằng, "Tôi đã có cơ hội được khẳng định thành công của mình từng bước một, nhưng với Bieber thì mọi thứ lại diễn ra quá đột ngột". Do đó, ngay từ khi anh còn nhỏ tuổi, Usher, Braun, vệ sĩ của Bieber cùng những người lớn khác xung quanh anh đều liên tục hướng dẫn anh cách đối mặt với danh tiếng và hình ảnh của mình trước công chúng.
Sau khi ký hợp đồng với Bieber, Usher đã bổ nhiệm một trong những trợ lý cũ của mình, Ryan Good, làm người quản lý tour diễn và nhà tạo mẫu cho Bieber. Good, thường được Bieber gọi là "huấn luyện viên ngầu" (swagger coach), đã tạo ra một "hình ảnh đường phố" cho nam ca sĩ bao gồm mũ bóng chày, áo hoodie, dây chuyền sợi xích và những đôi sneaker lấp lánh. Amy Kaufman của The Los Angeles Times bình luận, "Mặc dù có xuất phát điểm từ tầng lớp trung lưu ở ngoại ô Stratford, Ontario, nhưng cách ăn mặc và nói chuyện của Bieber (Wassup man, how you doin'?' hoặc 'It's like, you know, whateva') cho thấy rằng nam ca sĩ đang bắt chước các rapper yêu thích của mình." Vào năm 2013, Bieber nói rằng anh "bị ảnh hưởng lớn bởi văn hóa da màu", nhưng anh không hề nghĩ về nó "theo kiểu màu da đen hay trắng" hay cố gắng "cư xử hoặc tạo dáng theo một kiểu nhất định". Đối với anh, đó là "một phong cách sống — giống như một sự ngọt ngào hoặc một kiểu swag. Bieber thường xuất hiện trên các tạp chí thanh thiếu niên, chẳng hạn như Tiger Beat, và được gọi là "bạn trai quốc dân" (teen heartthrob). Năm 2010, anh thường xuyên bị chỉ trích vì ngoại hình và giọng nói trông trẻ hơn lứa tuổi của mình, và năm sau đó cũng vì ngoại hình lưỡng tính của anh đã thu hút sự chú ý trên các phương tiện truyền thông, bao gồm cả việc xuất hiện trên trang bìa số chuyên đề về người lưỡng tính của tạp chí LOVE phát hành năm 2011. Kiểu tóc wings đặc trưng của anh vào thời điểm đó đã gây nhiều sự chú ý đặc biệt. Âm nhạc teen-pop, hình tượng hút hồn phái nữ và sự chú ý từ giới truyền thông mà anh nhận được cũng khiến anh bị chỉ trích. Bieber trở thành mục tiêu công kích của blogger và người dùng các diễn đàn trực tuyến trên Internet, đặc biệt là trên 4chan và YouTube. Nick Collins của The Daily Telegraph nói rằng "tính cách của Bieber dường như gây ra một sự chú ý đặc biệt đối với những người chỉ trích anh trên Internet", nhiều người đã đặt câu hỏi về cách ăn nói và những thứ khác của Bieber.

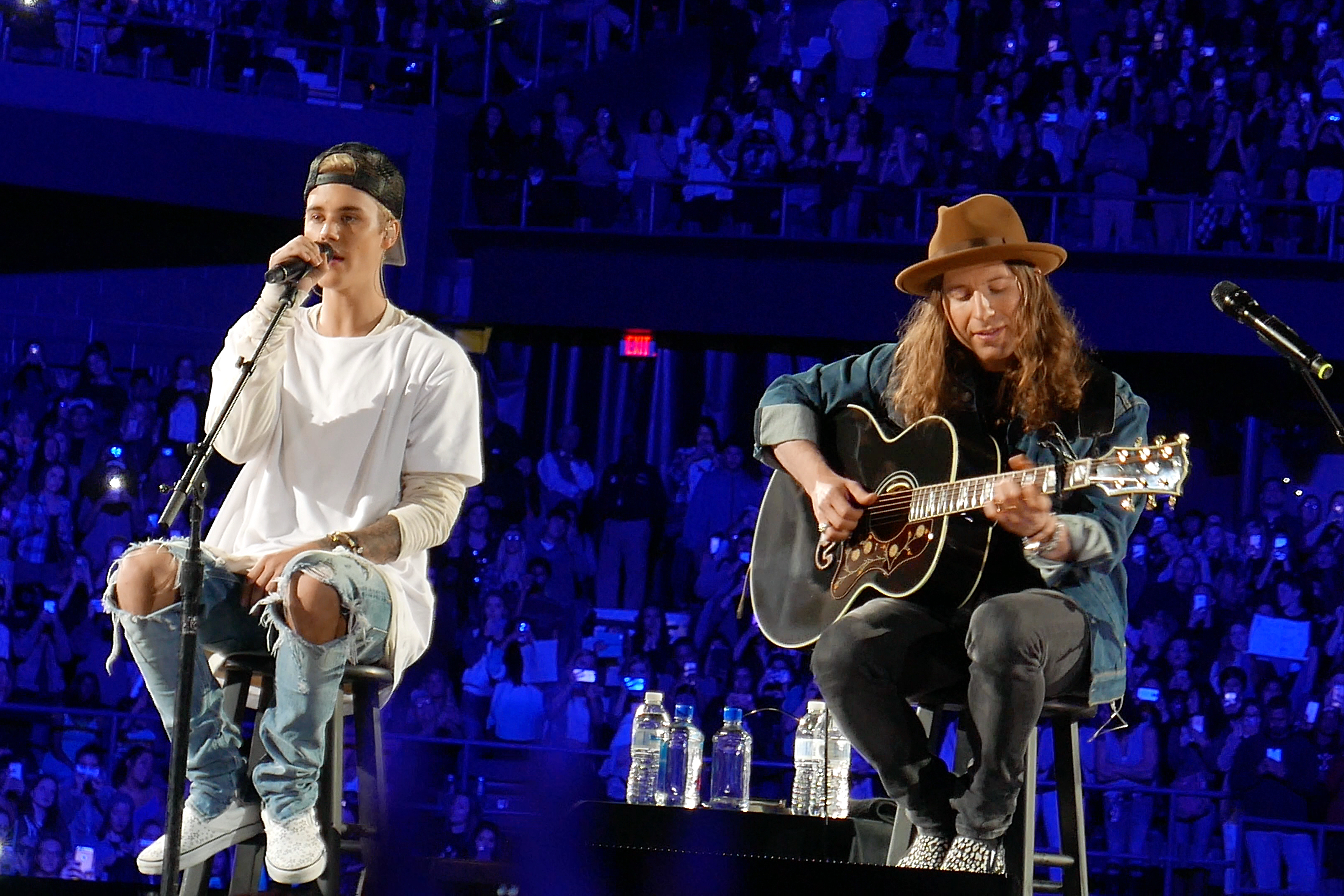
Bieber (trái) diện quần jean rách và giày trượt ván trong Purpose World Tour.

Trong suốt những năm 2013–2014, hình ảnh bạn trai quốc dân đẹp đẽ của Bieber đã bị đe dọa nghiêm trọng bởi một số sự kiện gây tranh cãi. Những phi vụ đáng chú ý nhất trong giai đoạn này bao gồm việc anh bỏ rơi chú khỉ cưng của mình ở Đức; nôn mửa trên sân khấu; bị bạn thân quay video lại khi mình đi tiểu vào một cái xô và hét lên "Bill Clinton khốn nạn"; đeo mặt nạ phòng độc ở nơi công cộng; có liên quan đến một hình ảnh khiêu dâm với vũ nữ thoát y; bị cáo buộc đã tấn công vệ sĩ của mình và một người lái xe limo. Chú của Bieber, Bard Bieber, nói rằng hành vi gây phiền toái của anh là hệ quả của việc anh đã chia tay Selena Gomez. Trong ấn bản số tháng 3 năm 2014, Rolling Stone đưa Bieber lên trang bìa cùng với nhan đề 'Bad Boy' (Trai hư). Cùng năm, Bieber tuyên bố đổi tên mình thành "Bizzle". Trong giai đoạn "Bizzle", Bieber để kiểu tóc quiff, thường đeo dây chuyền vàng dày và đội mũ bóng chày.
Ở những năm đầu của tuổi 20, đặc biệt là sau khi phát hành Purpose vào năm 2015, hình ảnh trước công chúng của Bieber đã một lần nữa thay đổi — theo chiều hướng tích cực hơn khi anh ít vướng vào những vụ việc lùm xùm. Anh nổi bật với mái tóc nhuộm vàng và thường mặc áo phông mang thương hiệu rock; bao gồm áo phông của Marilyn Manson và Kurt Cobain; áo sơ mi flannel, áo jacket denim và quần jean rách. Anh đôi lúc cũng mặc những chiếc kilt, một xu hướng thời trang của những năm 1990. Vogue nhận xét rằng thời trang của anh trong giai đoạn này gợi nhớ đến thời trang grunge của những năm 1990. Sau khi kết hôn vào năm 2018, hình ảnh của Bieber tiếp tục có sự thay đổi. Khi người hâm mộ của anh trưởng thành hơn và bản thân cũng đã kết hôn, Bieber chuyển mình từ hình tượng bạn trai quốc dân sang một hình mẫu với tính cách chín chắn, trưởng thành và phong cách ăn nói nhẹ nhàng hơn. Trong một cuộc phỏng vấn với Vogue vào tháng 2 năm 2019, Bieber nói rằng anh sẽ "cười vào quá khứ của mình".
Những bức tượng sáp với kiểu tóc từ thuở mới vào nghề của anh đang được trưng bày tại bảo tàng Madame Tussauds ở thành phố New York, London và Amsterdam. Vào năm 2018, "Steps to Stardom", một cuộc triển lãm về giai đoạn đầu sự nghiệp của Bieber, được khai mạc ở Bảo tàng Stratford Perth tại quê nhà Stratford, Ontario, trưng bày một bộ sưu tập các kỷ vật từ những năm khởi nghiệp và vươn lên trở thành ngôi sao quốc tế. Các vật phẩm được trưng bày gồm một bộ trống chuyên nghiệp mà anh sở hữu khi còn bé, giải Grammy, micrô, áo jacket đội khúc côn cầu Stratford Warriors và các bức thư cá nhân, trong số đó có một bức thư của Michelle Obama. Bieber đã tới thăm bảo tàng một vài lần. Ban đầu "Steps to Stardom" dự kiến kết thúc vào tháng 10 năm 2018 nhưng hội đồng quản trị của bảo tàng đã kéo dài thời gian mở cửa thêm ít nhất một năm nữa sau khi triển lãm đã phá kỷ lục về lượng khách tham quan do triển lãm của Anne Frank House thiết lập trước đó vào năm 2015.
Năm 2011, ở tuổi 17 và chỉ trong vòng hai năm sự nghiệp âm nhạc chuyên nghiệp của mình, Bieber đã lọt vào danh sách 100 người có ảnh hưởng nhất thế giới của Time và đứng thứ 2 trong danh sách người nổi tiếng dưới 30 tuổi được trả lương cao nhất của Forbes. Anh tiếp tục được xếp vào danh sách thường niên của Forbes thêm nhiều năm nữa; 2012, 2013, 2014, 2016 và 2017.

### YouTube và Twitter
Cộng đồng người hâm mộ của Bieber ban đầu được hình thành trên YouTube trước khi ra mắt album đầu tay My World. Theo Jan Hoffman của The New York Times, một phần sức hút của Bieber bắt nguồn từ kênh YouTube của anh. Chicago Tribune nói rằng cộng đồng người hâm mộ của Bieber, "Beliebers", là một trong những từ khóa tìm kiếm hàng đầu của năm 2010. Rất lâu trước khi phát hành My World vào tháng 11 năm 2009, các video của anh trên YouTube đã thu hút hàng triệu lượt xem. Trước khi đưa Bieber đến Atlanta, Braun muốn "xây dựng hình ảnh của anh nhiều hơn trên YouTube trước" và đã yêu cầu Bieber quay nhiều video đời sống hơn trên kênh. "Tôi nói: 'Justin, hãy hát như thể không có ai trong phòng. Nhưng chúng ta đừng sử dụng máy quay đắt tiền.' Chúng ta sẽ đưa nó cho trẻ em, để chúng làm việc, để chúng cảm thấy như đó là của chúng", Braun nhớ lại. Bieber tiếp tục đăng tải video lên kênh và đã mở một tài khoản Twitter, từ đó anh thường xuyên tương tác với người hâm mộ. Vào tháng 1 năm 2013, Bieber vượt qua Lady Gaga để trở thành người được theo dõi nhiều nhất trên Twitter và giữ kỷ lục này trong 11 tháng.
Tính đến năm 2022, Bieber là người dùng được theo dõi nhiều thứ hai trên Twitter và là nhạc sĩ được theo dõi nhiều nhất trên nền tảng này, với hơn 114 triệu người theo dõi. Kênh YouTube của anh hiện là kênh âm nhạc được xem nhiều nhất cho một cá nhân trên nền tảng này, thu hút hơn 27 tỷ lượt xem. Với hơn 68 triệu lượt người đăng ký, anh vẫn là nghệ sĩ solo được đăng ký nhiều nhất trên YouTube và giữ kỷ lục này trong sáu năm. Bieber đạt kỷ lục sở hữu 11 video âm nhạc đã vượt hơn 1 tỷ lượt xem trên YouTube, gần đây nhất là "Beauty and a Beat". Video âm nhạc cho bài hát "Baby" của Bieber nằm trong số những video có nhiều lượt thích nhất trên YouTube, nhận được hơn 21 triệu lượt thích kể từ khi tải lên vào năm 2010. Bieber thường xuyên là chủ đề thịnh hành trên Twitter khi tính năng này ra mắt lần đầu tiên, vì người hâm mộ của Bieber thường xuyên thảo luận về anh trên mạng, và anh là ngôi sao thịnh hành nhất trên Twitter vào năm 2010.

## Đời tư
Bieber đang cư trú tại Mỹ, anh được cho là đang sở hữu thị thực O-1 để tạm trú, đây là thị thực có được nhờ "tài năng và thành tựu nổi bật" trong một lĩnh vực. Bieber cho biết anh không quan tâm đến việc nhập quốc tịch Mỹ và ca ngợi Canada là "quốc gia tốt nhất trên thế giới", trích dẫn hệ thống chăm sóc sức khỏe do chính phủ tài trợ là ví dụ điển hình. Tuy nhiên, vào tháng 9 năm 2018, TMZ đưa tin rằng Bieber đã bắt đầu quá trình trở thành một công dân Mỹ, sau khi anh kết hôn với Hailey Baldwin. Bieber hiện sở hữu một căn nhà trị giá 25,8 triệu USD ở Beverly Hills cũng như một căn nhà ven hồ ở Ontario.

### Các mối quan hệ
Cha của Bieber, Jeremy Bieber, từng là một thợ mộc và võ sĩ MMA bán chuyên nghiệp. Tháng 3 năm 2014, Rolling Stone cho rằng ông đã "ly thân với mẹ của Justin khi Justin mới chập chững biết đi, và họ cũng không thường xuyên gặp mặt nhau. Nhưng gần đây, ông được chấp nhận là một trong số những người thân cận nhất của cậu con trai ngôi sao".
Từ năm 2008 đến năm 2009, Bieber có mối quan hệ với Caitlin Beadles; hai người vẫn là bạn bè, và Beadles đã tham dự lễ cưới của Bieber. Từ tháng 12 năm 2010 đến tháng 3 năm 2018, Bieber có mối tình tan hợp với nữ ca sĩ và diễn viên Selena Gomez. Trong một cuộc phỏng vấn trên The Ellen DeGeneres Show, Bieber đã nói rằng một số bài hát của anh bao gồm "Sorry", "Mark My Words" và "What Do You Mean?" là nói về mối quan hệ với Gomez. Từ tháng 8 đến tháng 12 năm 2016, anh có quan hệ tình cảm với người mẫu Sofia Richie.
Bieber đính hôn với Hailey Baldwin vào ngày 7 tháng 7 năm 2018. Họ đã hẹn hò trong một khoảng thời gian ngắn từ tháng 12 năm 2015 đến tháng 1 năm 2016 trước khi chia tay, sau đó hòa giải vào tháng 5 năm 2018. Bieber và Baldwin được cho là đã làm giấy đăng ký kết hôn vào tháng 9 năm 2018, dẫn đến thông tin cho rằng họ đã có một cuộc hôn nhân dân sự. Vào ngày 14 tháng 9 năm 2018, Baldwin tuyên bố trên Twitter rằng cô và Bieber vẫn chưa kết hôn, nhưng đã xóa dòng tweet này ngay sau đó. Vào ngày 23 tháng 11 năm 2018, Bieber chính thức xác nhận anh đã kết hôn với Baldwin. Bieber và Baldwin tổ chức một lễ cưới trang trọng tại Bluffton, South Carolina vào ngày 30 tháng 9 năm 2019.

### Đức tin
Bieber tự mô tả mình là một tín đồ Cơ đốc giáo sùng đạo, nói rằng anh giao tiếp với Chúa qua lời cầu nguyện và nói rằng "Ngài là lý do tôi ở đây". Anh thể hiện đức tin của mình trong một video âm nhạc cùng với Brandon Burke, có tựa đề "#iPledge", trong đó anh nói về sự tha thứ của Chúa. Bieber được mục sư Ngũ Tuần Carl Lentz ở Nhà thờ Hillsong, New York làm lễ báp têm vào ngày 9 tháng 1 năm 2014. Anh mô tả Lentz là một người bạn tốt. Khi được hỏi muốn nuôi dạy các con sau này như thế nào, Bieber nói: "Tôi là người theo Chúa Giê-su. Khi bạn chấp nhận Chúa Giê-su, bạn bước đi với Chúa Thánh Thần. Tôi chỉ muốn được Chúa Thánh Thần dẫn dắt". Nhiều hình xăm trên người Bieber có ý nghĩa tôn giáo bao gồm cây thánh giá cỡ vừa trên ngực và cây thánh giá nhỏ dưới mắt. Bieber cũng che đi hình xăm dòng chữ "Son of God" trên bụng với thiết kế lớn có hình hai thiên sứ, mái vòm kiểu gothic, bộ xương và một con rắn. Vào ngày 24 tháng 7 năm 2021, Bieber cùng với các ca sĩ nhạc Phúc âm Kari Jobe và Cody Carnes góp mặt trong "Freedom Experience" tại Sân vận động SoFi. Bộ ba đã biểu diễn "The Blessing".
Về việc kiêng tình dục, Bieber nói với tạp chí âm nhạc Rolling Stone vào năm 2011, "Tôi không nghĩ bạn nên quan hệ tình dục với bất kỳ ai trừ khi bạn yêu họ". Anh cũng nói thêm rằng anh không "tin vào việc phá thai", và coi đó "giống như giết một đứa trẻ". Tuy nhiên, khi được hỏi về trường hợp phá thai liên quan đến hiếp dâm, anh nói: "Tôi đoán tôi không ở trong tình trạng đó, vì vậy tôi sẽ không thể đánh giá được điều này." Quan điểm của anh về xu hướng tình dục được trích dẫn là "quyết định của riêng mỗi người", và anh đã đóng góp cho It Gets Better Project, một tổ chức phi lợi nhuận nhằm ngăn chặn việc tự tử trong giới trẻ LGBT.

### Từ thiện
Bieber ủng hộ Pencils of Promise, một tổ chức từ thiện do Adam Braun, em trai của người quản lý Scooter Braun thành lập. Tổ chức tham gia xây dựng trường học ở các nước đang phát triển và Bieber trở thành người quản lý chiến dịch của tổ chức tại Guatemala. Anh đóng vai trò phát ngôn viên của tổ chức bằng việc là người quảng bá cho tổ chức từ thiện và chiến dịch "Schools4All". Anh hứa sẽ đến thăm các trường học được đóng góp nhiều tiền nhất của tổ chức. Anh tham gia vào các buổi gây quỹ đồng thời quyên góp một phần số tiền thu được từ các buổi hòa nhạc và dòng nước hoa Someday, nhiều hàng hóa khác nhau cho tổ chức từ thiện này.  Năm 2010, Bieber ủng hộ chiến dịch PETA bằng việc kêu gọi người hâm mộ nhận nuôi những con vật bị bỏ rơi. Bieber đã tặng tóc của mình cho Ellen DeGeneres trong lần xuất hiện của anh trên The Ellen DeGeneres Show vào tháng 3 năm 2011. Tóc của anh được bán trên eBay với giá hơn 40.000 USD và số tiền thu được được trao cho tổ chức từ thiện cứu trợ động vật, The Gentle Barn. Sau trận động đất và sóng thần ở Nhật Bản vào tháng 3 năm 2011, Bieber đã quyên góp số tiền thu được từ các buổi hòa nhạc của mình tại Nhật Bản cho Hội Chữ thập đỏ Nhật Bản vào tháng 5 năm 2011. Vào tháng 12 năm 2011, Bieber đã tặng 100.000 USD cho trường tiểu học Whitney ở Las Vegas nhằm hỗ trợ cho học sinh có thu nhập thấp. Bieber ủng hộ Charity:Water, một tổ chức phi lợi nhuận cung cấp nước uống cho người dân ở các nước đang phát triển. Vào ngày sinh nhật tuổi 17 và 18 của mình, anh đã phát động chiến dịch kêu gọi những người theo dõi mình quyên góp trên Twitter. Bieber được vinh danh là người nổi tiếng từ thiện hàng đầu năm 2011 bởi trang tin tức tổng hợp và blog HuffPost của Mỹ.
Vào năm 2013, Bieber khởi động chiến dịch #GiveBackPhilippines trực tuyến để giúp đỡ các nạn nhân của cơn bão Haiyan và đến Philippines sau khi quyên góp được 3 triệu USD. Công việc của anh ở đất nước này đã mang lại cho anh một ngôi sao trên Đại lộ Danh vọng Philippines. Anh cũng hỗ trợ Mạng lưới Bệnh viện Phép màu cho Trẻ em và Hiệp hội Bệnh Alzheimer. Vào tháng 9 năm 2017, Bieber đã quyên góp 25.000 USD cho Hội Chữ thập đỏ Hoa Kỳ nhằm giúp đỡ người dân ở Texas sau sự tàn phá nghiêm trọng do cơn bão Harvey gây ra.
Vào ngày 7 tháng 2 năm 2020, Bieber đã quyên góp 100.000 USD cho Julie Coker, một người hâm mộ 22 tuổi hoạt động trong lĩnh vực nâng cao nhận thức về sức khỏe tâm thần. Coker tiết lộ rằng những cuộc vật lộn với sức khỏe tâm thần trong quá khứ của cô đã thúc đẩy cô làm việc vì sức khỏe tâm thần. Cô đã khen ngợi Bieber rằng, "[Bieber] có một lượng lớn người theo dõi, vì vậy nếu anh ấy có một thông điệp tốt về sức khỏe tâm thần, hy vọng mọi người... sẽ bắt đầu suy nghĩ về sức khỏe tâm thần theo một cách thức khác."
Vào tháng 2 năm 2020, Bieber đã quyên góp cho Tổ chức Cứu trợ Trẻ em Chunmiao Bắc Kinh ở Trung Quốc nhằm cứu trợ COVID-19. Bieber hợp tác với Ariana Grande trong đĩa đơn "Stuck With U", phát hành vào tháng 5 năm 2020, là đĩa đơn đầu tiên trong loạt đĩa đơn do giám đốc điều hành Scooter Braun, người cũng là quản lý của Bieber, phối hợp sản xuất nhằm hỗ trợ phòng chống đại dịch COVID-19. Toàn bộ số tiền thu được từ bài hát được chuyển đến quỹ First Responders Children's Foundation nhằm tài trợ và trao tặng học bổng cho con em những người làm việc ở tuyến đấu phòng chống đại dịch. Đến tháng 8 năm 2021, đĩa đơn đã quyên góp được hơn 3.500.000 USD. Vào tháng 9 năm 2020, Bieber và Chance the Rapper thông báo rằng họ đã hợp tác với Cash App và sẽ quyên góp 250.000 USD cho những người hâm mộ đang gặp khó khăn trong đại dịch.
Vào tháng 3 năm 2021, Bieber đến thăm Nhà tù bang California ở Quận Los Angeles cùng với người vợ Hailey và mục sư Judah Smith theo lời mời của Scott Budnick. Bieber đã gặp gỡ các tù nhân liên quan đến The Urban Ministry Institute và bày tỏ sự ủng hộ đối với Liên minh Chống tái phạm tội của Budnick. Trong chuyến thăm, Bieber cam kết cung cấp xe buýt để vận chuyển người thân của các tù nhân đã không thể gặp mặt nhau do đại dịch COVID-19 tại California. Bieber mô tả chuyến tới thăm nhà tù của mình là một "trải nghiệm thay đổi cuộc đời mà tôi sẽ không bao giờ quên".

### Các vấn đề pháp lý và tranh cãi
Bieber đã vướng vào một số rắc rối với pháp luật ở nhiều nước trên thế giới trước khi bị bắt lần đầu tiên vào năm 2014, bao gồm việc anh bị buộc tội lái xe thiếu cẩn trọng trong khu phố mình sinh sống vào năm 2012 và còn bị buộc tội phá hoại ở Brazil vào năm 2013. Vào ngày 23 tháng 1 năm 2014, Bieber cùng với ca sĩ Khalil bị bắt tại Miami Beach, Florida, vì nghi ngờ lái xe trong tình trạng say rượu (DUI), sử dụng giấy phép lái xe đã hết hạn hơn sáu tháng và chống người thi hành công vụ. Cảnh sát nói rằng Bieber khai nhận anh đã uống rượu, hút cần sa và sử dụng thuốc theo toa. Anh đã được phóng thích khỏi những cáo buộc này sau khi trả 2.500 USD tại ngoại. Một báo cáo tiết lộ rằng Bieber có sử dụng THC (một thành phần chính của cần sa) và thuốc chống lo âu Xanax trong thời gian anh bị bắt. Tuy nhiên, vào tháng 1 năm 2021, khi nhắc lại về sự kiện này, anh mô tả nó "không phải là thời điểm hoàn hảo nhất [của anh]" và động viên người hâm mộ "hãy để Chúa Giê-su tha thứ và hướng bạn trở thành con người mà Chúa đã hoạch định cho bạn."

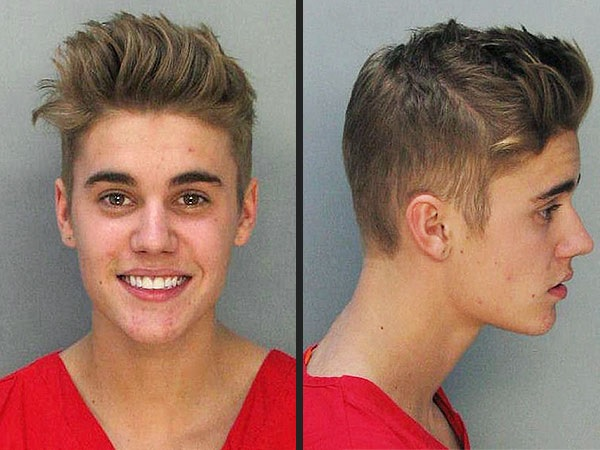
Ảnh mugshot của Bieber được chụp vào ngày 23 tháng 1 năm 2014, sau khi bị cảnh sát tạm giữ ở Miami Beach.

Sau khi Bieber bị bắt vì cáo buộc DUI, hơn 270.000 người đã kiến nghị Nhà Trắng ra lệnh trục xuất anh khỏi Hoa Kỳ. Mặc dù số lượng chữ ký nhận được là đủ để yêu cầu phản hồi theo hướng dẫn của Nhà Trắng đã được công bố, chính quyền Obama vẫn từ chối bình luận về bản kiến nghị này. Chuyên gia Luật Di trú Harlan York nói rằng khả năng Bieber bị trục xuất là rất thấp. York tuyên bố, "Khoảng một thập kỷ trước, Tòa án Tối cao đã phán quyết rằng việc lái xe khi say rượu, thường không phải là cơ sở để trục xuất một ai đó."
Vào tháng 4 năm 2013, Bieber đã bị chỉ trích do viết trong cuốn lưu bút tại Anne Frank House như sau, "Tôi cảm thấy rất xúc động khi được đến đây. Anne là một cô gái tốt. Tôi hy vọng cô ấy sẽ là một belieber." Sau khi dòng lưu bút trên được đăng tải trên trang Facebook của bảo tàng, Bieber đã phải hứng chịu làn sóng chỉ trích trên mạng xã hội do thiếu tinh tế và tự kiêu. Anne Frank House đã bênh vực Bieber, nói rõ, "Cậu ấy mới  19 tuổi. Cậu ấy có một cuộc sống khó tin và không có ý xấu [...] Bieber rất hứng thú với những câu chuyện xoay quanh Anne Frank và đã ở lại đây nhiều giờ. Chúng tôi hy vọng chuyến tham quan của cậu ấy sẽ truyền cảm hứng cho người hâm mộ tìm hiểu thêm về cuộc đời của Anne cũng như tìm đọc nhật ký của cô ấy."
Vào ngày 9 tháng 7 năm 2014, Bieber bị cáo buộc tội phá hoại mức độ nhẹ ở California, cụ thể là việc ném trứng vào nhà một người hàng xóm ở Calabasas từ tháng 1. Cảnh sát trước đó cũng tuyên bố rằng họ đang sở hữu đoạn video quay lại cảnh anh và các bạn của mình đập tay ăn mừng sau khi ném trứng. Với việc cáo buộc không được làm rõ, Tòa án Tối cao Quận Los Angeles vào ngày 9 tháng 7 đã tuyên phạt anh phải bồi thường 80.900 USD, chịu hai năm quản chế, hoàn thành mười hai tuần quản lý cơn giận và năm ngày phục vụ công ích. Kể từ đó, anh đã vĩnh viễn chuyển đến Beverly Hills, California.
Vào ngày 13 tháng 8 năm 2014, vụ việc DUI đã được giải quyết bằng một thỏa thuận bào chữa; Bieber thừa nhận đã chống lại một sĩ quan mà không sử dụng bạo lực và lái xe không cẩn thận và chú ý đúng mức. Anh bị phạt 500 USD, phải tham gia khóa học quản lý cơn giận kéo dài 12 giờ và chương trình dạy về tác hại của việc lái xe trong tình trạng say rượu đối với nạn nhân. Theo thỏa thuận này, anh phải đóng góp 50.000 # cho Our Kids, một tổ chức từ thiện dành cho trẻ em địa phương.
—Bieber suy ngẫm trong một video được đăng tải vào tháng 1 năm 2015
Vào ngày 1 tháng 9 năm 2014, Bieber bị bắt vì tội hành hung, lái xe gây tai nạn gần thành phố quê nhà Stratford, Ontario, sau một vụ va chạm giữa một chiếc xe tải nhỏ và chiếc xe địa hình của Bieber vào ngày 29 tháng 8. Cảnh sát Ontario nói rằng anh sau đó "tham gia vào một cuộc ẩu đả" với một người ngồi trong chiếc xe tải nhỏ. Anh được thả tự do ngay sau đó và luật sư của anh đổ lỗi vụ việc là do "sự hiện diện không được chào đón của các tay săn ảnh." Vào ngày 8 tháng 9, Toronto đã đưa ra cáo buộc hành hung ban đầu của anh vào ngày 29 tháng 1 đến từ một sự cố với tài xế xe limousine vào tháng 12 năm 2013. Vào tháng 11 năm 2014, anh bị tòa án Buenos Aires ra lệnh phải có mặt tại Argentina trong vòng 60 ngày để đưa ra lời khai về cáo buộc tấn công một nhiếp ảnh gia vào ngày 9 tháng 11 năm 2013. Anh đã không làm như vậy, một lệnh bắt giữ được ban hành và hai vệ sĩ của anh đã được thả ở Argentina vào tháng 4 năm 2015.
Vào tháng 6 năm 2014, một video quay lại lúc Bieber 15 tuổi đang kể về một trò đùa với người da đen, trong đó đã sử dụng từ "nigger" nhiều lần. Cùng tháng, một video thứ hai ghi lại cảnh Bieber vừa cười vừa hát "One Less Lonely Girl", nhưng lại nhại lời bài hát chính thành "One less alone nigger" và nói rằng nếu anh giết một người, anh sẽ là "một phần của KKK". Anh đã lên tiếng xin lỗi sau khi đoạn video được công bố: "Đối diện với những sai lầm của tôi từ nhiều năm trước là một trong những điều khó khăn nhất mà tôi từng phải làm."
Vào tháng 7 năm 2017, chính phủ Trung Quốc đã cấm Justin Bieber biểu diễn tại Trung Quốc. Một người hâm mộ Bieber ở Trung Quốc đã liên hệ với Cục Văn hóa thành phố Bắc Kinh yêu cầu lý do cấm diễn. Cục đưa ra lời giải thích "Justin Bieber là một ca sĩ tài năng, nhưng anh ấy cũng là một ca sĩ trẻ nước ngoài gây nhiều tranh cãi", và "Để duy trì trật tự tại thị trường Trung Quốc và sàng lọc môi trường nghệ thuật biểu diễn Trung Quốc, nó không phù hợp đối với những nghệ sĩ có hành vi xấu." Vào năm 2021, những trang web phát trực tuyến của Trung Quốc bao gồm Youku, iQIYI và Tencent Video đã xóa các cảnh có sự góp mặt của Bieber khi mặc trang phục "Spudnik" mang tính biểu tượng của Ross Geller trong Friends: The Reunion.
Vào tháng 6 năm 2020, Bieber bị một người phụ nữ ẩn danh cáo được gọi là "Danielle" buộc tấn công tình dục khi tuyên bố trên Twitter rằng nam ca sĩ đã thực hiện hành vi cưỡng hiếp tại khách sạn Four Seasons ở Austin, Texas vào tháng 3 năm 2014 trong khi vẫn còn quan hệ tình cảm với bạn gái khi đó là Selena Gomez. Người phụ nữ này tuyên bố rằng cô đã được truyền cảm hứng để kể về câu chuyện của mình từ người dùng Twitter 'itsgabby', người đã cáo buộc nam diễn viên Ansel Elgort tấn công tình dục một tuần trước đó. Trong một loạt các dòng tweet, Bieber đã phủ nhận tất cả các cáo buộc, nói rằng lạm dụng tình dục "là điều tôi không xem nhẹ". Bieber đưa ra bằng chứng rằng anh đã không có mặt tại địa điểm đó trong thời gian mà vụ việc được cho là đang diễn ra. Vào ngày 23 tháng 3 năm 2022, Bieber  hủy bỏ vụ kiện đòi 20 triệu USD chống lại hai người dùng Twitter trên.

### Sức khỏe
Bieber đã phải vật lộn với các vấn đề về sức khỏe tâm thần, đặc biệt là trầm cảm và lo lắng, ở nhiều thời điểm khác nhau trong sự nghiệp. Anh thường cởi mở về những vấn đề này.
Vào ngày 8 tháng 1 năm 2020, Bieber thông báo trên Instagram của mình rằng anh được chẩn đoán mắc bệnh Lyme. Bieber cũng tiết lộ rằng anh bị mắc bệnh bạch cầu đơn nhân truyền nhiễm, ảnh hưởng đến hệ thần kinh và sức khỏe toàn thân của anh.
Vào ngày 3 tháng 2 năm 2020, trong series phim tài liệu phát trên YouTube của Bieber Seasons, nam ca sĩ đã chia sẻ về nỗi khó khăn đối với việc nghiện dùng đồ uống chứa chất kích thích, thuốc lắc và nấm gây ảo giác trong giai đoạn đầu sự nghiệp.
Vào ngày 20 tháng 2 năm 2022, có thông tin cho rằng Bieber đã có kết quả xét nghiệm dương tính với COVID-19, hai ngày sau khi mở màn chuyến lưu diễn thứ tư, Justice World Tour. Vào ngày 10 tháng 6 năm 2022, Bieber thông báo qua Instagram và TikTok rằng anh được chẩn đoán mắc hội chứng Ramsay Hunt và một nửa bên mặt của anh đã bị liệt. Anh đã phải hủy các buổi hòa nhạc sắp tới vì tình trạng bệnh và nói rằng anh không biết sẽ mất bao lâu để hồi phục.

## Tôn vinh

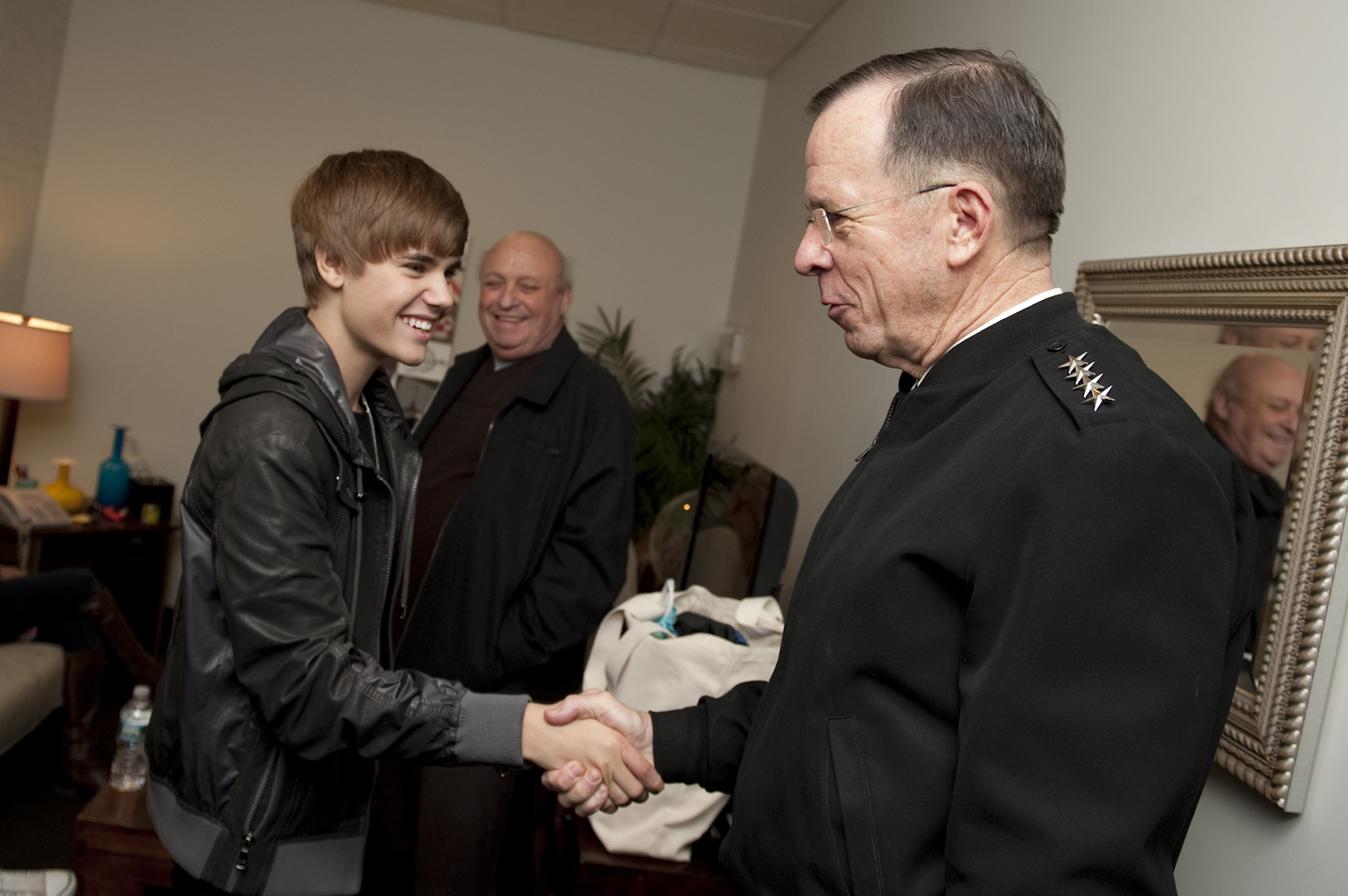
Bieber được tiếp đón bởi Chủ tịch Hội đồng Tham mưu trưởng Liên quân Hoa Kỳ, Mike Mullen, vào năm 2011. Bieber là một trong những nghệ sĩ âm nhạc thành công nhất Canada.

Bieber đã trở thành ngôi sao nhạc pop trong hơn một thập kỷ đồng thời còn được nhiều nhà báo đương thời gọi là "Hoàng tử nhạc pop" và "Ông hoàng nhạc teen pop". Với sự nổi tiếng trong thời gian dài của mình, anh đã nhận được giải MTV cho Nghệ sĩ mới xuất sắc nhất vào năm 2010 và giải MTV cho Nghệ sĩ của năm vào năm 2021. Rolling Stone Ấn Độ gọi anh là "ngôi sao nhạc pop lớn nhất của thời đại chúng ta", "một trong những nghệ sĩ quyến rũ nhất thế kỷ" và "một trong những nghệ sĩ thành công nhất mọi thời đại trên thế giới". Bieber thường được coi là một biểu tượng đại chúng, hoặc đơn giản là một biểu tượng. Một bài báo vào năm 2011 đã so sánh ý nghĩa văn hóa của Bieber với người sáng lập Facebook Mark Zuckerberg, trong đó Orlando Sentinel cho rằng, "Trong số tất cả những biểu tượng văn hóa có sức ảnh hưởng và truyền cảm hứng đến xã hội ngày nay, Justin Bieber chắc chắn là một trong những người nổi bật nhất." Anh thường được xem là một nhân vật quan trọng trong mối quan hệ giữa mạng xã hội và âm nhạc, vốn nổi lên vào cuối những năm 2000; Variety gọi Bieber là "một ngôi sao hiếm có, có sự thăng tiến nhanh chóng và đáng kinh ngạc từ tài năng xuất chúng trên YouTube thành một hiện tượng toàn cầu."

Trong một bài báo của The Guardian có nhan đề 'Cách mà Justin Bieber cách mạng hóa sự nghiệp trong ngành công nghiệp âm nhạc' (How Justin Bieber revolutionised careers in the music industry), Tom Fazakerley nói rằng:
Phương tiện truyền thông xã hội đã thay đổi cách mọi người, thương hiệu và nhạc sĩ giao tiếp. Các phương tiện như MySpace và YouTube đã cho phép các nghệ sĩ mới nổi mang âm nhạc của mình đến với một lượng lớn khán giả chỉ bằng một cú click. Điều này đã gỡ bỏ những rào cản đối với ngành công nghiệp âm nhạc và định hình lại con đường sự nghiệp cho nhiều nghệ sĩ mới nổi [...] Ngày nay, bạn có thể là nghệ sĩ, nhà sản xuất và nhà quảng bá của chính mình - và nếu bạn làm tốt điều đó, giống như Justin Bieber, bạn thực sự có thể thành công.
 Ở tuổi 15, sau khi phát hành đĩa đơn năm 2009 "One Time" và "One Less Lonely Girl", sự nổi tiếng ngay lập tức của Bieber đã giúp anh xuất hiện trên các chương trình như The Ellen DeGeneres Show, The Wendy Williams Show và Good Morning America. Anh đã thu hút một lượng fandom toàn cầu, được gọi là "beliebers" và sự nổi tiếng của anh được ví von là "Cơn sốt Bieber" (Bieber Fever), với sự nồng nhiệt của người hâm mộ diễn ra ở Liverpool, Barcelona Paris, bên cạnh nhiều nơi khác. Đáng chú ý, vào năm 2020, nữ ca sĩ nổi tiếng Billie Eilish chia sẻ rằng đã từng suýt bị mẹ của mình Maggie Baird đưa đi trị liệu do "nỗi ám ảnh" với Bieber. Fandom cuồng nhiệt của Bieber được coi là gợi nhớ đến "Beatlemania", và kiểu tóc wings đặc trưng của anh vào thời điểm đó cũng được so sánh với kiểu tóc mop top của The Beatles. Sự yêu mến của các cô gái tuổi teen dành cho Bieber còn được so sánh với Frank Sinatra trong những năm 1940 và Elvis Presley trong những năm 1950.
—Scooter Braun, người quản lý của Bieber, vào năm 2013
Bieber vẫn duy trì được sức hút toàn cầu của mình trong suốt quá trình trưởng thành, và nhận về nhiều đánh giá tích cực hơn về mặt nghệ thuật. Nhận xét về thành công của Bieber từ khi còn ở tuổi thiếu niên đến tuổi thanh niên, Variety nói rằng anh có lẽ là ngôi sao nhạc pop lớn đầu tiên trưởng thành hoàn toàn trong kỷ nguyên mạng xã hội đồng thời gọi anh là "biểu tượng Internet". Jo Adetunji của The Conversation nói rằng Bieber là "một trong những ca sĩ nhạc pop thành công nhất trong những năm gần đây". Về album mang âm hưởng EDM Purpose (2015), theo lời Adetunji nó đã vượt ra khỏi xu hướng của thời điểm đó, Adetunji cho rằng Bieber nên được coi là một nghệ sĩ sáng tạo nghiêm túc và so sánh album này với Ray of Light (1998) của Madonna, Jagged Little Pill của Alanis Morissette (1995) và FutureSex/LoveSounds của Justin Timberlake (2006). Hugh McIntyre của Forbes đã nói về Bieber rằng, "Bạn có thể yêu anh ấy, bạn có thể ghét anh ấy, nhưng bất kể bạn cảm nhận như thế nào về anh ấy, không một ai có thể phủ nhận rằng Justin Bieber đã chinh phục thế giới nhạc pop [...]  Người đoạt giải Grammy này có thể biến gần như bất kì ca khúc nào thành một bản hit, và ngày nay không ai có thể bán một đĩa đơn thành công được như anh ấy." McIntyre gọi Bieber là "một thế lực không thể ngăn cản trong âm nhạc", cũng như ca ngợi Bieber vì đã đạt được thành công trong nhiều thể loại, bao gồm R&B, nhạc dance điện tử, hip hop và Latin.
Ở tuổi 19, Bieber vượt qua Taylor Swift và Bruno Mars để giành giải thưởng Cột mốc do người hâm mộ đặc biệt bình chọn tại giải thưởng Âm nhạc Billboard 2013 nhằm công nhận anh là một nghệ sĩ sáng tạo đã phá vỡ giới hạn với những đóng góp của mình cho nền âm nhạc.
Bieber và các tác phẩm của anh đã ảnh hưởng đến nhiều nghệ sĩ thu âm khác nhau bao gồm Shawn Mendes, Why Don't We, Johnny Orlando và Niall Horan. Ca sĩ Dua Lipa và Charlie Puth từng chia sẻ rằng họ bị ảnh hưởng bởi việc theo dõi Bieber trên YouTube, điều này đã truyền cảm hứng cho họ để làm được những điều tương tự.

## Thành tựu
Trong suốt sự nghiệp của mình, Bieber ước tính đã bán được 150 triệu đĩa trên toàn thế giới, giúp anh trở thành một trong những nghệ sĩ âm nhạc bán đĩa nhạc chạy nhất mọi thời đại.
Năm 2011, Bieber đã được vinh danh với một ngôi sao trước Nhà hát Avon ở Stratford, Ontario, Canada, nơi anh từng hát rong khi còn nhỏ. Vào ngày 23 tháng 11 năm 2012, Bieber đã được cựu Thủ tướng Canada Stephen Harper trao tặng Huân chương Đại lễ Kim cương của Nữ hoàng Elizabeth II. Anh là một trong 60.000 người Canada được nhận huân chương Đại lễ Kim cương năm đó. Vào năm 2013, Bieber nhận được giải Kim cương từ Hiệp hội Công nghiệp Thu âm Hoa Kỳ (RIAA) cho đĩa đơn "Baby" của anh, vào thời điểm đó, đĩa đơn này đã trở thành đĩa đơn kỹ thuật số được chứng nhận cao nhất mọi thời đại. Bieber được chứng nhận Kim cương từ RIAA cho ba đĩa đơn "Baby", "Sorry" và "Despacito". Bieber đã giành được hai giải Grammy trong tổng số 22 đề cử, một giải Grammy Latinh, tám giải Juno, hai giải Brit, 21 giải thưởng Âm nhạc Billboard và nhiều giải thưởng do người hâm mộ bình chọn, bao gồm 18 giải thưởng Âm nhạc Mỹ, 23 giải Teen Choice Awards (nhiều lần nhận giải nhất cho một nghệ sĩ nam), tám giải thưởng Âm nhạc iHeartRadio và sáu giải Video âm nhạc của MTV. Anh cũng giành được kỷ lục 21 Giải thưởng Âm nhạc MTV Châu Âu (nhiều nhất cho bất kỳ nghệ sĩ nào). Tất cả các album phòng thu của Bieber đều được RIAA chứng nhận Bạch kim trở lên và nhận được nhiều giải thưởng. Anh là nghệ sĩ solo trẻ tuổi nhất (27 tuổi) có 8 album quán quân tại Mỹ, kỷ lục trước đó do Elvis Presley nắm giữ từ năm 1965. Bieber là nghệ sĩ đầu tiên có 10 bài hát vượt mốc 1 tỷ lượt stream trong lịch sử Spotify.
Sau khi phát hành album phòng thu thứ tư Purpose, Bieber đã thiết lập được những cột mốc quan trọng trên toàn cầu. Anh trở thành nghệ sĩ đầu tiên, kể từ Elvis Presley vào năm 2005, thay thế bài hát của chính mình ở vị trí quán quân trên UK Singles Chart. Anh là nghệ sĩ đầu tiên trong lịch sử chiếm giữ toàn bộ ba vị trí hàng đầu của UK Singles Chart. Anh đã đạt được thành tích này với "Love Yourself", "Sorry" và "What Do You Mean?" xếp lần lượt ở các vị trí 1, 2 và 3. Các đĩa đơn này cũng đạt vị trí số một tại Mỹ, đưa Bieber trở thành nam nghệ sĩ đầu tiên kể từ Justin Timberlake vào năm 2007 có ba đĩa đơn quán quân từ một album. Anh còn trở thành nghệ sĩ solo đầu tiên có ba ca khúc solo lọt vào top năm trên Billboard Hot 100 của Hoa Kỳ, và là nghệ sĩ hát chính đầu tiên kể từ The Beatles năm 1964. "Love Yourself" đứng đầu bảng xếp hạng Billboard Hot 100 cuối năm 2016, tiếp theo là "Sorry" ở vị trí thứ hai, đưa Bieber trở thành nghệ sĩ thứ ba trong lịch sử nắm giữ hai vị trí hàng đầu của Billboard Hot 100 cuối năm, sau The Beatles năm 1964 và Usher năm 2004. Tính đến năm 2021, Bieber đã lập được 33 kỷ lục Guinness thế giới, trong đó có 8 kỷ lục đạt được từ thành công của album Purpose và được giới thiệu trong Ấn bản năm 2017. Những kỷ lục này bao gồm ca khúc được stream nhiều nhất trong một tuần trên Spotify, album được stream nhiều nhất trong một tuần trên Spotify, nhiều ca khúc đồng thời xuất hiện trên Billboard Hot 100 nhất và có số lượng bài hát mới xuất hiện trên Billboard Hot 100 nhiều nhất của một nghệ sĩ solo, cùng các kỷ lục đáng nể khác.
Bieber đạt được thành công đáng chú ý trên nhiều bảng xếp hạng Billboard cả ở Hoa Kỳ và toàn cầu. Tám đĩa đơn của Bieber đều đã đứng đầu Billboard Hot 100 của Mỹ, gần đây nhất là "Stay". Anh là nghệ sĩ đầu tiên trong lịch sử có các đĩa đơn mới đứng đầu bảng xếp hạng trong nhiều tuần liên tiếp trên Hot 100. Anh là nam nghệ sĩ solo trẻ nhất (21 tuổi) ra mắt ở vị trí quán quân tại Mỹ. Anh cũng là nam nghệ sĩ solo trẻ nhất (25 tuổi) tích lũy 200 tuần trong top 10 của Hot 100. Anh là nam nghệ sĩ solo đầu tiên có một bài hát và một album ra mắt đồng thời ở vị trí quán quân tại Mỹ. Anh còn là nam nghệ sĩ solo đầu tiên có 59 tuần liên tiếp nằm trong top 10 của Hot 100. Bieber là nghệ sĩ đầu tiên trong lịch sử đạt vị trí số một trên bảy bảng xếp hạng Billboard khác nhau: Hot 100, Hot Country Songs, Hot Dance/Electronic Songs, Hot Latin Songs, Hot R&B Songs, Hot R&B/Hip-Hop Songs và Hot Rap Songs. Đĩa đơn hit của anh "Despacito" đã có nhiều tuần đứng ở vị trí số một (56 tuần) trên bảng xếp hạng Hot Latin Songs của Billboard và được Billboard xếp là bài hát Latin hay nhất mọi thời đại. Anh là nghệ sĩ có nhiều lần ra mắt ở vị trí quán quân nhất (10), có nhiều đĩa đơn quán quân nhất (13) và có số tuần tích lũy ở vị trí số một nhiều nhất (56) trên bảng xếp hạng Billboard Canadian Hot 100. Bieber là nghệ sĩ solo có số tuần tích lũy ở vị trí số một nhiều nhất (163 tuần) trên bảng xếp hạng Billboard Social 50. Anh được xếp ở vị trí số một trên bảng xếp hạng Decade-End Social 50 của Billboard vào những năm 2010. Bieber được Billboard vinh danh là "Ngôi sao nhạc pop vĩ đại nhất năm 2016". Anh cũng là Nam nghệ sĩ hàng đầu của Billboard cuối năm 2016 và xếp thứ bảy trên bảng xếp hạng nghệ sĩ hàng đầu thập kỷ của tạp chí này vào những năm 2010. Tạp chí cũng xếp anh đứng ở vị trí thứ 55 trên bảng xếp hạng nghệ sĩ vĩ đại nhất mọi thời đại và  thứ 38 trên bảng xếp hạng nghệ sĩ vĩ đại nhất mọi thời đại trên Hot 100.

## Danh sách đĩa nhạc
Album phòng thu
- My World 2.0 (2010)
- Under the Mistletoe (2011)
- Believe (2012)
- Purpose (2015)
- Changes (2020)
- Justice (2021)

## Lưu diễn
- Urban Behavior Tour (2009)
- My World Tour (2010–2011)
- Believe Tour (2012–2013)
- Purpose World Tour (2016–2017)
- Justice World Tour (2022–2023)

## Danh sách phim
- Justin Bieber: Never Say Never (2011)
- Điệp viên áo đen 3 (2012)
- Katy Perry: Part of Me (2012)
- Zendaya: Behind the Scenes (2012)
- Justin Bieber's Believe (2013)
- Behaving Badly (2014)
- Lip Sync Battle (2015)
- Trai đẹp lên sàn (2016)
- Killing Hasselhoff (2017)
- Justin Bieber: Seasons (2020)
- Justin Bieber: Our World (2021)